# Tablice pamiątkowe Tchorka w Warszawie

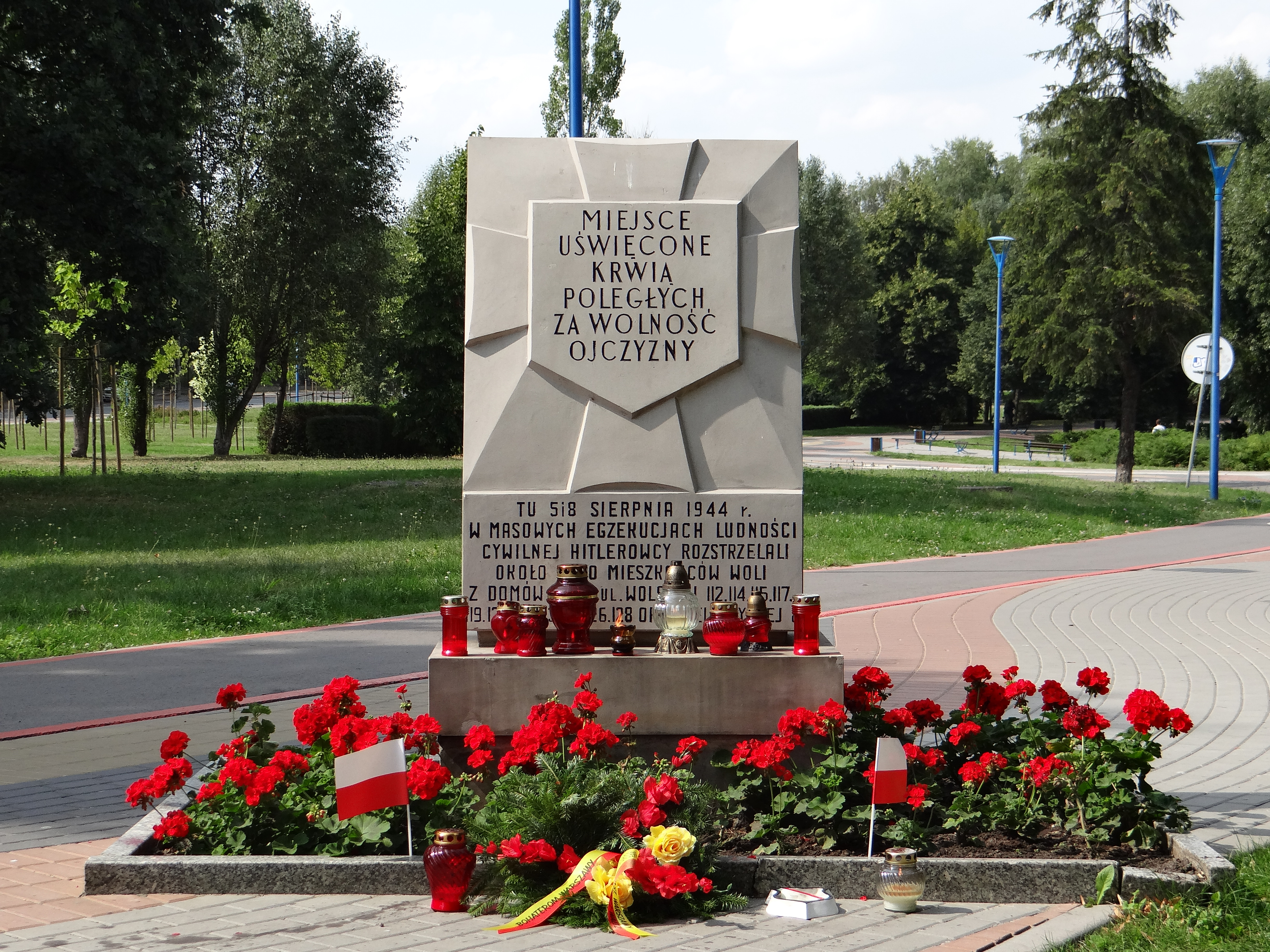
Przykład tablicy wolno stojącej. Park im. Edwarda Szymańskiego (ul. Wolska 122/124)

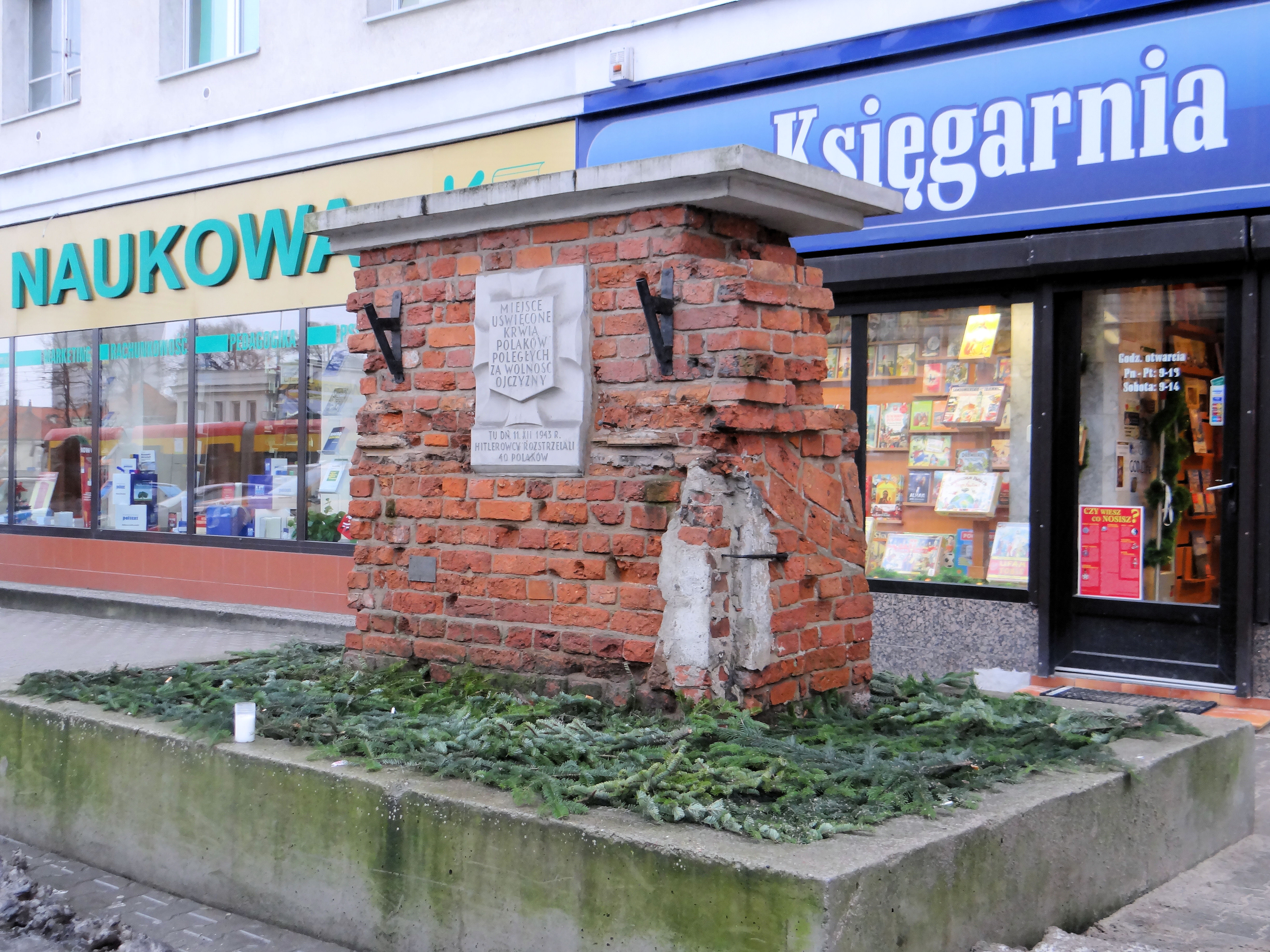
Przykład tablicy umieszczonej na zachowanym fragmencie muru z czasów okupacji (al. „Solidarności” 83/89)

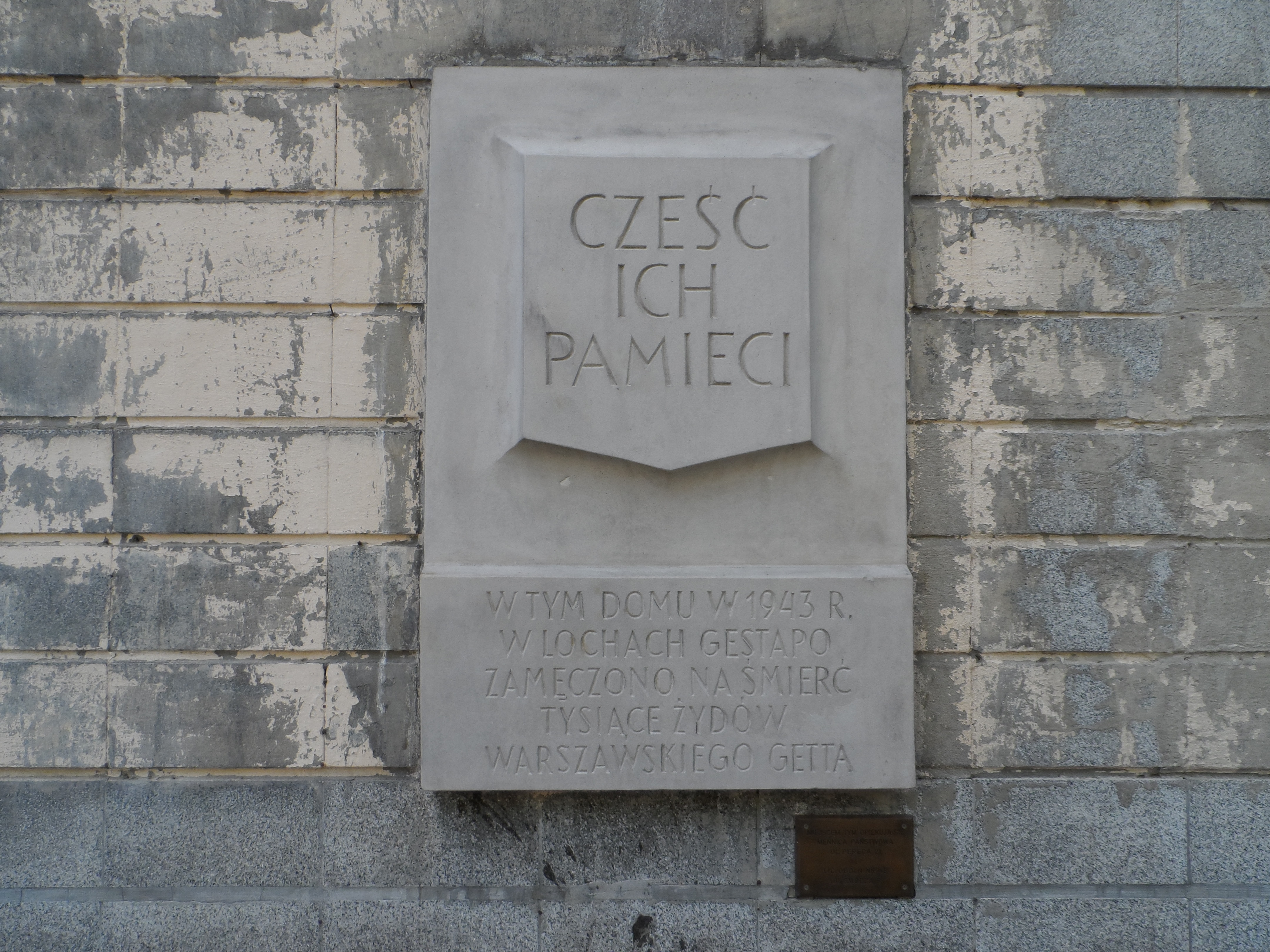
Przykład tablicy upamiętniającej martyrologię ludności żydowskiej (ul. Żelazna 103)

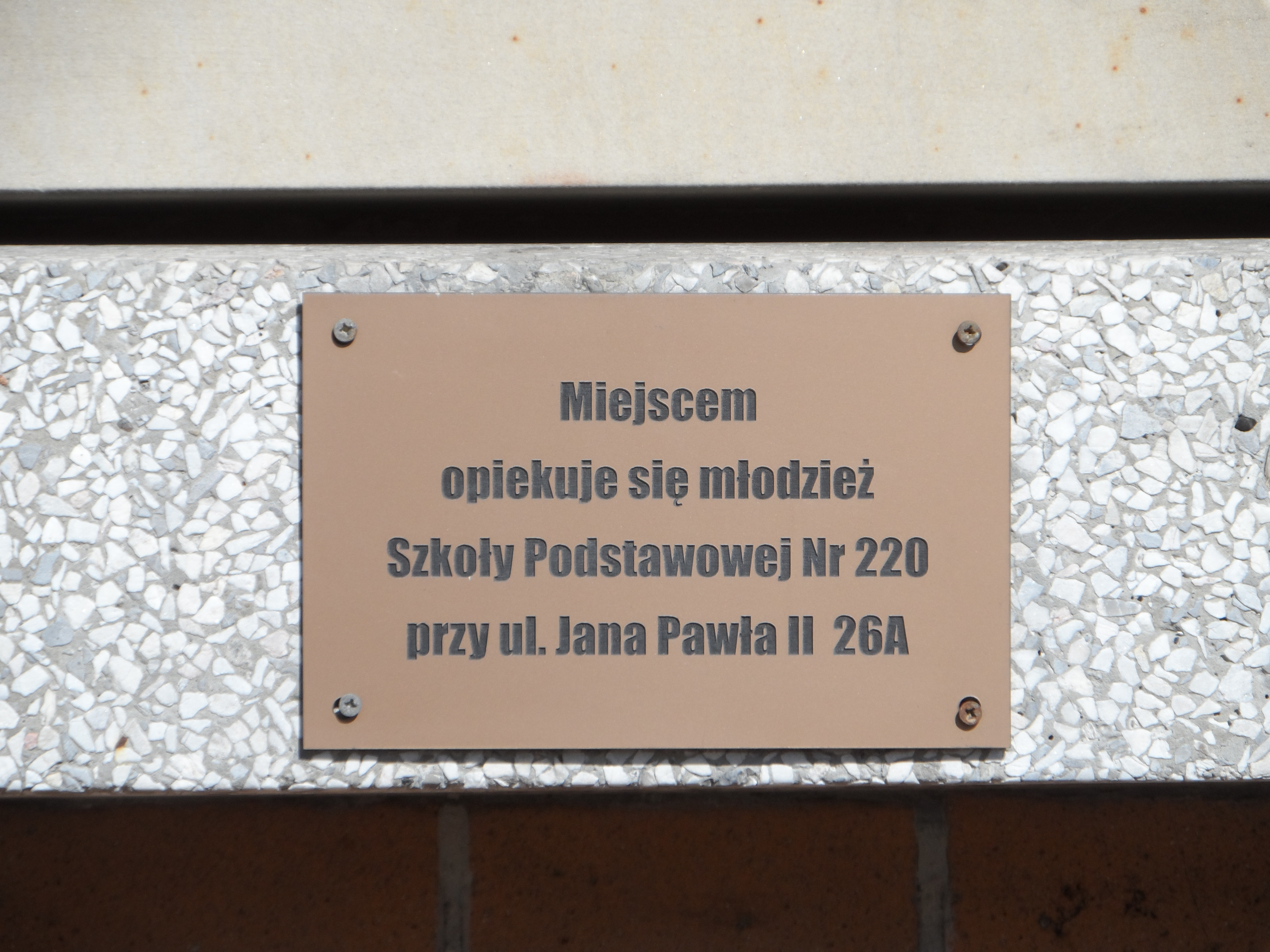
Metalowa tabliczka wskazująca opiekuna miejsca pamięci (Hale Mirowskie)

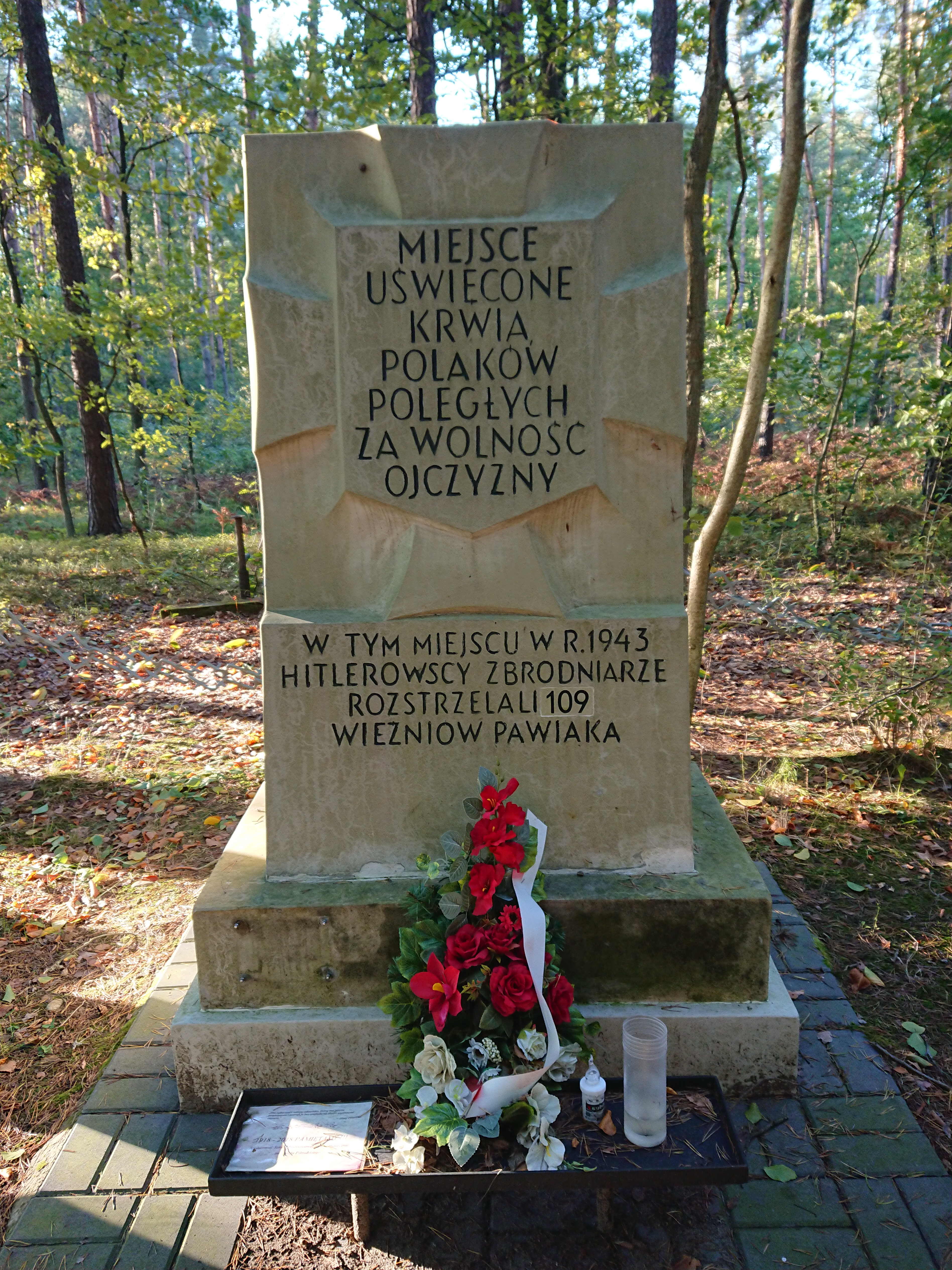
Przykład tablicy poza granicami Warszawy – Lasy Chojnowskie

Tablice pamiątkowe Tchorka w Warszawie – tablice pamiątkowe o wspólnym wzorze, stworzone na podstawie projektu Karola Tchorka z 1949 roku, upamiętniające znajdujące się w Warszawie miejsca walk i męczeństwa z czasów II wojny światowej.

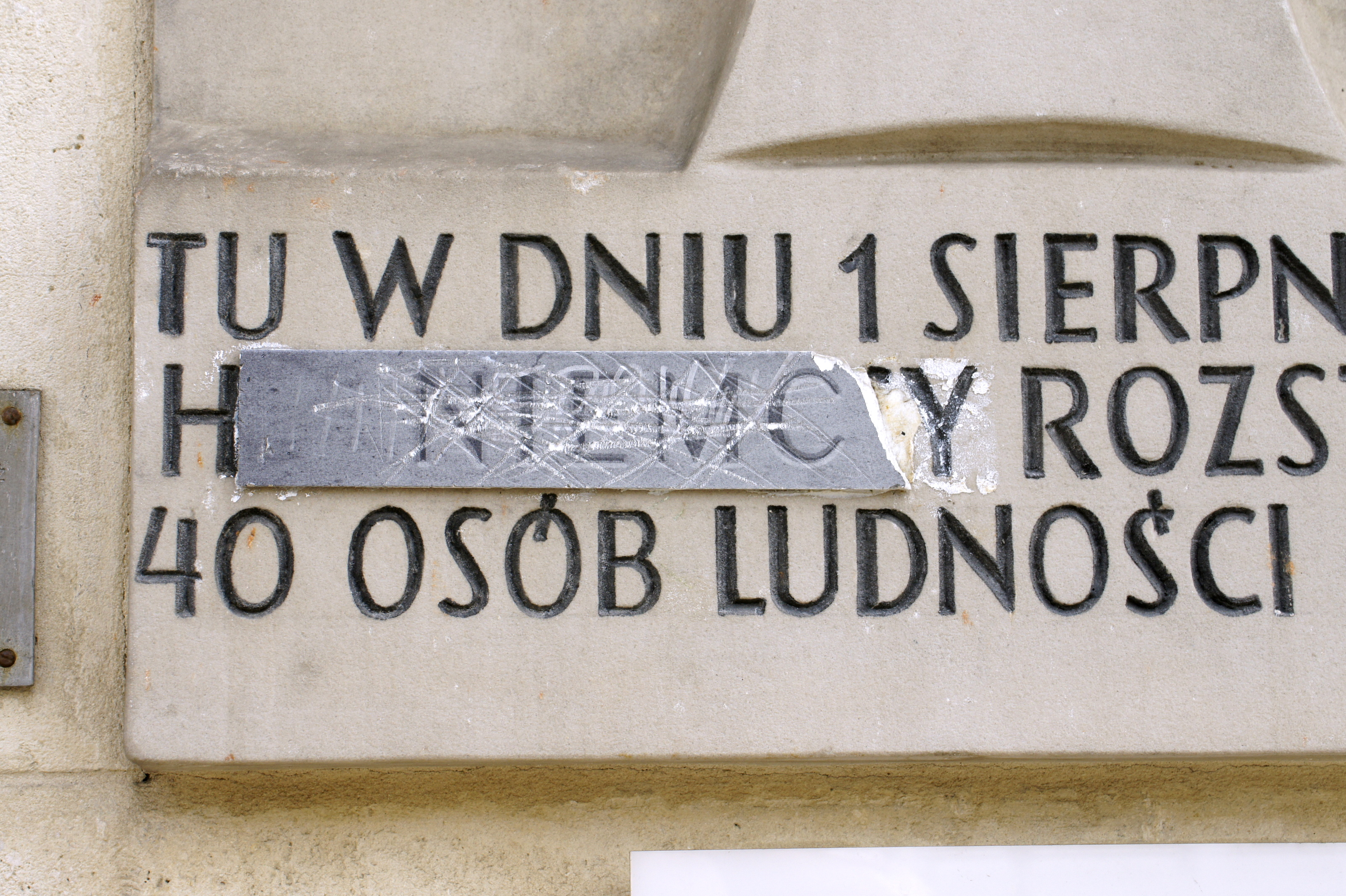
Uszkodzenie tablicy w wyniku próby zmiany jej treści

Tablice były stawiane w różnych punktach Warszawy począwszy od lat 50. XX wieku. Wiele z nich uległo jednak zniszczeniu w trakcie wyburzeń domów oraz modernizacji i rozbudowy miejskiej sieci komunikacyjnej. W 2013 roku w granicach administracyjnych Warszawy znajdowało się ponad 160 tablic Tchorka. Stanowią one jeden z charakterystycznych elementów pejzażu stolicy.

## Historia
Po wyzwoleniu Warszawy w styczniu 1945 powracający do zrujnowanego miasta mieszkańcy spontanicznie upamiętniali miejsca walk i egzekucji z okresu niemieckiej okupacji i powstania warszawskiego, stawiając w ich miejscach krzyże i prowizoryczne tablice. Po pewnym czasie władze rodzącej się Polski Ludowej postanowiły nadać tym działaniom bardziej oficjalny i zorganizowany charakter. Zadanie oznaczania miejsc pamięci powierzono Obywatelskiemu Komitetowi Ochrony Pomników Walki i Męczeństwa, powołanemu przy Prezydium Rady Narodowej m.st. Warszawy. W drugiej połowie lat 40. komitet przystąpił do upamiętniania miejsc walk i męczeństwa za pomocą tablic wykonanych według jednolitego wzoru. W miejscach pamięci zaczęto wówczas stawiać blaszane tablice w kolorze czarnym, na których białą farbą namalowany był krzyż i krótki opis upamiętnianego wydarzenia.
W zamyśle władz komunistycznych pomniki walk i męczeństwa, które wznoszono na terenie całego kraju, miały zostać ujednolicone zarówno pod względem formy, jak i treści. W tym celu Wydział Muzeów i Pomników Martyrologii Polskiej przy Ministerstwie Kultury i Sztuki ogłosił dwa ogólnopolskie konkursy. Pierwszy, zorganizowany w porozumieniu ze Związkiem Zawodowym Literatów Polskich, miał wyłonić teksty i symbole, które będą figurować na tablicach pamiątkowych. Wybrana została wtedy propozycja autorstwa Ewy Śliwińskiej, wedle której napis centralny miał głosić: „Miejsce uświęcone męczeńską krwią Polaków walczących o wolność”. Zdecydowano jednocześnie, że motyw Krzyża Walecznych stanowić będzie główny symbol widniejący na tablicach.
W dalszej kolejności, w 1948 roku, Ministerstwo Kultury i Sztuki we współpracy ze Stowarzyszeniem Architektów Rzeczypospolitej Polskiej (SARP) ogłosiło konkurs na projekt formy plastycznej oznaczenia miejsc walk i męczeństwa. Na konkurs napłynęły 34 prace. Rozstrzygnięcie nastąpiło pod koniec 1949 roku. Pierwszą nagrodę otrzymał warszawski artysta rzeźbiarz Karol Tchorek i zaprojektowany przez niego typ tablicy-płaskorzeźby kutej w szarym piaskowcu. Projekt Tchorka został wybrany ze względu na jego prostotę oraz uwypuklenie centralnego napisu poprzez jego umiejętne wkomponowanie w symbol Krzyża Walecznych. Za zwycięstwo w konkursie Tchorek otrzymał nagrodę pieniężną w wysokości 120 tys. złotych. W 1950 roku Ministerstwo Kultury i Sztuki – Naczelna Dyrekcja Muzeów i Ochrony Zabytków zleciło artyście ostateczne opracowanie nagrodzonego projektu w formie modelu gipsowego. Jednocześnie Tchorkowi zlecono opracowanie szkicowego projektu pomnika w miejscu otwartym w glinie. Na etapie realizacji pierwotny projekt uległ pewnej modyfikacji. Polegała ona na poszerzeniu środkowej części krzyża – symbolu głównego, a także na umieszczeniu na styku jego ramion tarczy, w której obrębie wyryty miał być napis centralny.
Tablice projektu Tchorka były licznie stawiane w miejscach pamięci znajdujących się na terenie Warszawy i w miejscowościach podwarszawskich (m.in. w Markach i Kolonii Opacz). Pierwsze tablice zamontowano na początku lat. 50., a najwięcej w latach 1963–1965. Ostatnia tablica pochodzi z 1985 roku, a według innych źródeł – z 1994 roku.
W 1962 roku Obywatelski Komitet Ochrony Pomników Walki i Męczeństwa zaproponował powierzenie młodzieży patronatów nad poszczególnymi miejscami pamięci. Obecnie większość tablic posiada swojego opiekuna. Funkcję tę pełnią najczęściej szkoły, instytucje publiczne, zakłady pracy, organizacje społeczne oraz zrzeszenia zawodowe.
Tchorek uważał, że dokładne projekty liternictwa i lokalizacji tablic stanowią integralną część formy artystycznej. Zależało mu w szczególności, aby tablice jego projektu – stawiane często na miejscach walk i męczeństwa, które wcześniej samorzutnie upamiętnili mieszkańcy stolicy – mimo swej wystandaryzowanej formy w możliwie maksymalnym stopniu odzwierciedlały pamięć historyczną warszawiaków. W tym celu podczas pracy posługiwał się fotografiami poprzednich form upamiętnienia, ich opisami, szkicami sytuacyjnymi, a nawet zapisami w pamiętnikach. Na proces upamiętniania miejsc walk i męczeństwa wpływało jednak wiele czynników, w tym naciski natury politycznej. Pierwotną wersję napisu centralnego („Miejsce uświęcone męczeńską krwią Polaków walczących o wolność”) zamieniono w trakcie realizacji projektu na: „Miejsce uświęcone krwią Polaków walczących o wolność ojczyzny”. Kształt tablic oraz napisy informujące o upamiętnianych wydarzeniach także wielokrotnie modyfikowano bez wiedzy i zgody artysty. Ten stan rzeczy stał się przyczyną długotrwałego konfliktu Tchorka z peerelowską biurokracją. Dopiero w 1968 roku został rozstrzygnięty na jego korzyść spór z Pracownią Sztuk Plastycznych o prawa autorskie, nadzór wykonawczy oraz wynagrodzenie za szczegółową dokumentację liternictwa dla 51 tablic i 35 monolitów. W przypadku kilku tablic treść napisów została zmodyfikowana po przełomie politycznym 1989 roku.
Niełatwo określić, ile znajdujących się w Warszawie miejsc walk i męczeństwa upamiętniono tablicami projektu Tchorka. Marian Gajewski podawał, iż do 1979 roku na terenie stolicy zainstalowano 448 tego typu tablic. Wiele tablic erygowanych w latach 50. i 60. uległo jednak zniszczeniu w trakcie wyburzeń domów oraz modernizacji i rozbudowy miejskiej sieci komunikacyjnej. Pod koniec 1983 roku w stolicy znajdowało się wciąż ok. 200 tablic Tchorka. W swoim rejestrze z 1987 roku Stanisław Ciepłowski oceniał ich liczbę na ok. 180. W niniejszym artykule opisanych jest 165 tablic znajdujących się w granicach administracyjnych miasta stołecznego Warszawy.
Na początku października 2021 roku znaczna liczba tablic padła ofiarą dewastacji. Sprawcami byli członkowie warszawskiego Klubu „Gazety Polskiej”, którzy na ponad stu tablicach nakleili plakietki z pianki ze słowem „Niemcy”, zasłaniając w ten sposób wyryte w piaskowcu fragmenty inskrypcji ze słowem „hitlerowcy”. W ocenie stołecznego konserwatora zabytków użyty przez aktywistów klej zostawił trwałe ślady na piaskowcu, powodując konieczność konserwacji tablic.
W październiku 2023 roku Mazowiecki Wojewódzki Konserwator Zabytków wpisał zespół 164 tablic pamiątkowych autorstwa Karola Tchorka do rejestru zabytków ruchomych województwa mazowieckiego.

## Wygląd
Tablice pamiątkowe Tchorka wykonane są z szarego piaskowca. Najczęściej występują w formie tablic-płaskorzeźb, wmurowanych w ściany budynków. Część tablic naściennych została przy tym wmurowana we fragmenty zachowanych murów z czasów wojny i okupacji (zazwyczaj są to fragmenty ścian nieistniejących już budynków, tzw. ostańce). Pozostałe tablice mają postać wolno stojących monolitów, zainstalowanych na betonowej lub piaskowcowej płycie, bądź bezpośrednio na ziemi.
Podstawową formę tablicy stanowi płyta w kształcie stojącego prostokąta, której centralnym motywem jest wypukłorzeźbiony symbol Krzyża Walecznych. W centralnej części krzyża, na styku jego ramion, widnieje tarcza z rytą inskrypcją główną. Zazwyczaj ma ona treść: „Miejsce uświęcone krwią Polaków poległych za wolność ojczyzny” . W przypadku tablic, które nie upamiętniają miejsc martyrologii, spotykany jest także napis „Miejsce walki Polaków o wolność ojczyzny”. W pojedynczych przypadkach napis na tarczy występuje w innych wariantach: „Miejsce walki i męczeństwa Polaków poległych za wolność ojczyzny”, „Miejsce uświęcone krwią Polaków walczących o wolność”, „Miejsce uświęcone męczeńską krwią Polaków poległych za ojczyznę”, „Miejsce uświęcone męczeństwem Polaków poległych za wolność ojczyzny”. Pod krzyżem znajduje się miejsce na „legendę”, czyli krótki napis zawierający podstawowe informacje na temat upamiętnianego wydarzenia. Charakterystyczną cechą owych napisów jest określanie sprawców zbrodni mianem „hitlerowców”. Miało to bezpośredni związek z faktem, iż konkurs zakończony wyborem projektu Tchorka zbiegł się z powstaniem Niemieckiej Republiki Demokratycznej, z którą Polska Ludowa utrzymywała formalnie przyjazne stosunki. Przy tablicach często znajdują się niewielkie metalowe tabliczki, wskazujące podmiot sprawujący patronat nad danym miejscem pamięci.
Odmienną formę posiadają tablice upamiętniające zagładę ludności żydowskiej lub martyrologię sowieckich jeńców wojennych. Od klasycznego wzorca odróżnia je przede wszystkim brak symbolu Krzyża Walecznych. Na tego typu tablicach widnieje wyłącznie tarcza z wkomponowanym napisem głównym, który ogranicza się w tym przypadku do krótkiego zdania: „Cześć ich pamięci”.

## Wartość artystyczna i historyczna
Zdaniem Elli Chmielewskiej tablice Tchorka zrosły się z pejzażem miasta do tego stopnia, iż często są traktowane nie jako dzieła sztuki, lecz jako swoisty element systemu informacji miejskiej. Także Mazowiecki Wojewódzki Konserwator Zabytków ocenia, że tablice „stały się integralnym elementem tkanki miejskiej, porządkującym i estetyzującym wnętrza oraz rozpoznawalnym znakiem zakodowanym w świadomości społecznej jako pamiątka wydarzeń historycznych”.
W opinii Mazowieckiego Wojewódzkiego Konserwatora Zabytków tablice Tchorka „stanowią przykład plastyki użytkowej o wysokich wartościach artystycznych”, a także posiadają „wysoką wartość historyczną, jako wyjątkowe świadectwo dziedzictwa i kultury materialnej związane z podjętą po wojnie próbą upamiętnienia męczeństwa i walki Polaków w walce z okupantem podczas II wojny światowej”. Niemniej tablice bywają także krytykowane za swój zuniformizowany kształt, przypadkowość lokalizacji oraz złą ekspozycję (część znajduje się na posesjach zamkniętych i pozostaje trudno dostępna dla przechodniów).
Wiele tablic znajduje się obecnie w złym stanie technicznym. Napisy na niektórych tablicach zawierają błędy gramatyczne, ortograficzne i interpunkcyjne (był to m.in. rezultat pośpiechu towarzyszącego ich tworzeniu). Niejednokrotnie zawierają także błędy merytoryczne – najczęściej w postaci nieprawidłowej daty lub niedokładnej liczby ofiar. W kilku wypadkach tablice upamiętniają wydarzenia, na temat których brak wzmianek w źródłach historycznych lub o których można wręcz z całkowitą pewnością powiedzieć, że nigdy nie miały miejsca . W 2009 roku Urząd m.st. Warszawy powołał zespół, który dokonał inwentaryzacji istniejących wciąż miejsc pamięci. Nie podjęto jednak wtedy żadnych działań mających na celu korektę błędów zawartych w napisach  . Kilka lat później przy niektórych tablicach Tchorka zamontowane zostały tabliczki z plastiku, zawierające dodatkowe informacje na temat upamiętnionych wydarzeń.

## Spis istniejących tablic
Poniżej znajduje się lista istniejących wciąż tablic projektu Karola Tchorka – uszeregowana w porządku alfabetycznym lokalizacji, z uwzględnieniem aktualnego podziału administracyjnego miasta stołecznego Warszawy. W sekcji „Napis” pominięto oczywiste błędy ortograficzne i interpunkcyjne. W sekcji „Upamiętnione wydarzenie” wskazano w razie potrzeby merytoryczne błędy zawarte w napisach.
W 2019 został zainicjowany projekt „Tablice Pamięci”, w ramach którego zinwentaryzowano 167 zachowanych tablic. Treści tablic zostały przetłumaczone na język angielski, w ich sąsiedztwie zainstalowano tablice z kodami QR. Dzięki temu, za pomocą aplikacji mobilnej, można poznać historię miejsca. Stworzona strona internetowa „Tablice Pamięci” podaje informacje o lokalizacji wszystkich zachowanych tablic.

### Bielany
| Zdjęcie          | Lokalizacja            | Typ                | Napis | Upamiętnione wydarzenie |
| ---------------- | ---------------------- | ------------------ | --- | --- |
| Gdańska 12       | ul. Gdańska 12         | Na ścianie budynku | „Miejsce uświęcone krwią Polaków poległych za wolność ojczyzny. Tu w dniu 14 września 1944 hitlerowcy rozstrzelali 10 osób cywilnych”                  | Tablica upamiętnia ofiary zbrodni popełnionej przez Niemców w czasie powstania warszawskiego. Po upadku Marymontu żołnierze niemieccy zamordowali w tym miejscu od 5 do 10 polskich cywilów (14 września 1944). |
| Podczaszyńskiego | ul. Podczaszyńskiego 5 | Na ścianie budynku | „Miejsce uświęcone krwią Polaków poległych za wolność ojczyzny. 27.V. i w dni następne 1944 r. hitlerowcy rozstrzelali 9 Polaków”                      | Wbrew temu, co sugeruje napis na tablicy, w tym miejscu nie została przeprowadzona egzekucja polskich zakładników. W nocy z 26 na 27 maja 1944 plut. Jerzy Strzelczyk ps. „Spad”, dowódca plutonu w pułku AK „Baszta”, stoczył przy ul. Podczaszyńskiego samotną walkę z niemiecką policją (usiłującą przejąć konspiracyjny magazyn broni). Po blisko pięciogodzinnym oblężeniu „Spad” popełnił samobójstwo. |
| Pułkowa          | ul. Pułkowa 30         | Na ścianie budynku | „Miejsce uświęcone krwią Polaków poległych za wolność ojczyzny. Tu 22 września 1939 żołnierze Wehrmachtu rozstrzelali sześciu bezbronnych mieszkańców” | Tablica upamiętnia zbrodnię popełnioną przez żołnierzy Wehrmachtu w czasie oblężenia Warszawy we wrześniu 1939. 22 września, po zaciekłych walkach, oddziały niemieckie zdobyły Młociny. Żołnierze podpalili wówczas murowany dom należący do rodziny Grzechocińskich i zastrzelili sześciu polskich mężczyzn wyciągniętych z jego piwnicy. Prawdopodobnie kilka ofiar zakopano żywcem w zbiorowym grobie.   |

### Mokotów
| Zdjęcie            | Lokalizacja                           | Typ                                                            | Napis | Upamiętnione wydarzenie |
| ------------------ | ------------------------------------- | -------------------------------------------------------------- | --- | --- |
| Belgijska          | ul. Belgijska 11                      | Na ścianie budynku                                             | „Miejsce uświęcone krwią Polaków poległych za wolność ojczyzny. Tu 3 sierpnia 1944 hitlerowcy rozstrzelali 23 Polaków” | Tablica upamiętnia ofiary zbrodni popełnionej przez Niemców w czasie powstania warszawskiego. 3 sierpnia 1944 oddział niemieckiej żandarmerii przysłany z koszar znajdujących się przy pobliskiej ul. Dworkowej zamordował co najmniej kilkudziesięciu Polaków zamieszkujących domy przy ul. Belgijskiej. W gronie ofiar znalazły się kobiety i dzieci. |
| Bokserska          | ul. Bokserska 32                      | Wolno stojąca                                                  | „Miejsce uświęcone krwią Polaków poległych za wolność ojczyzny. Na tym terenie w pierwszych dniach sierpnia 1944 roku oddało swe życie 150 powstańców w walce z hitlerowcami”                                                 | Tablica upamiętnia żołnierzy batalionu AK „Karpaty” (pułk „Baszta”) poległych i zamordowanych w pierwszych dniach powstania warszawskiego podczas walk o tor wyścigów konnych na Służewcu (1–2 sierpnia 1944). Upamiętnia także mieszkańców wsi Służew zamordowanych przez Niemców w trakcie powstania. Ofiary walk upamiętnia także tablica innego typu, wolno stojąca na terenie toru wyścigów konnych (przy ogrodzeniu od strony ul. Bokserskiej). |
| Bukowińska         | ul. Bukowińska 26A                    | Na postumencie nieopodal bloku mieszkalnego                    | „Miejsce uświęcone krwią Polaków poległych za wolność ojczyzny. Tu 5 sierpnia 1944 hitlerowcy rozstrzelali 10 Polaków” | Tablica upamiętnia ofiary zbrodni popełnionej przez Niemców w czasie powstania warszawskiego. 5 sierpnia 1944 żołnierze niemieccy rozstrzelali w tym miejscu ok. 10–15 polskich cywilów, których wyciągnęli wcześniej ze schronu przy ul. Bukowińskiej 61 (ówczesna numeracja). |
| Chełmska           | ul. Chełmska 19/21                    | Wolno stojąca                                                  | „Miejsce uświęcone krwią Polaków poległych za wolność ojczyzny. Tu 25 i 26 sierpnia 1944 r. w wyniku bombardowania przez hitlerowców szpitala powstańczego zginęło ponad 300 rannych”                                         | Tablica upamiętnia miejsce, gdzie w czasie powstania warszawskiego funkcjonował Szpital Ujazdowski (przeniesiony wcześniej ze Śródmieścia). Mimo wyraźnych oznaczeń flagami Czerwonego Krzyża szpital został dwukrotnie zbombardowany przez niemieckie lotnictwo. Zginęło wówczas od 240 do 300 osób – pacjenci, członkowie personelu oraz chroniący się w budynku cywile. Podane na tablicy daty są błędne. W rzeczywistości naloty miały bowiem miejsce 30 sierpnia oraz ok. 11–15 września 1944. |
| Dąbrowskiego       | ul. Dąbrowskiego 3                    | Na ścianie budynku                                             | „Miejsce uświęcone krwią Polaków poległych za wolność ojczyzny. Tu 3 sierpnia 1944 hitlerowcy rozstrzelali 15 Polaków” | Tablica upamiętnia ofiary zbrodni popełnionej przez Niemców w czasie powstania warszawskiego. 3 sierpnia 1944 oddział niemieckiej żandarmerii przysłany z koszar znajdujących się przy pobliskiej ul. Dworkowej zamordował ok. 40 mieszkańców domów przy ul. Dąbrowskiego nr 1 i 3. |
| Idzikowskiego      | ul. Idzikowskiego róg Czerniakowskiej | Wolno stojąca                                                  | „Miejsce uświęcone krwią Polaków poległych za wolność ojczyzny. Tu w dniu 18 września 1944 r. hitlerowcy rozstrzelali 40 rannych i chorych powstańców”                                                                        | Tablica upamiętnia ofiary zbrodni popełnionej przez Niemców w czasie powstania warszawskiego. Napis na tablicy niezbyt precyzyjnie informuje o upamiętnianym wydarzeniu. W rzeczywistości 18 września 1944 przy ul. Idzikowskiego 4 żołnierze niemieccy rozstrzelali kilkudziesięciu polskich cywilów. |
| Kielecka           | ul. Kielecka 29A                      | Na ścianie budynku                                             | „Miejsce uświęcone krwią Polaków poległych za wolność ojczyzny. Tu 22 sierpnia 1944 hitlerowcy rozstrzelali 7 Polaków” | Tablica upamiętnia ofiary zbrodni popełnionej przez Niemców w czasie powstania warszawskiego. 22 sierpnia 1944 żołnierze niemieccy zamordowali dwóch mężczyzn i pięć kobiet zamieszkujących dom przy ul. Kieleckiej 29A. |
| Klarysewska        | ul. Klarysewska 55                    | Wolno stojąca                                                  | „Miejsce uświęcone krwią Polaków poległych za wolność ojczyzny. Tu w dniu 30 września 1944 hitlerowcy rozstrzelali 30 Polaków”                                                                                                | Tablica upamiętnia ofiary zbrodni popełnionej przez Niemców w czasie powstania warszawskiego. Po upadku Sadyby spieszeni żołnierze Luftwaffe zamordowali w tym miejscu od 20 do 30 Polaków (mężczyzn, kobiety i dzieci). Podana na tablicy data jest błędna. W rzeczywistości egzekucja miała bowiem miejsce 2 września 1944. |
| Madalińskiego      | ul. Madalińskiego 39/43               | Na ścianie budynku                                             | „Miejsce uświęcone krwią Polaków poległych za wolność ojczyzny. W dniu 2 sierpnia 1944 r. hitlerowcy rozstrzelali przy ul. Madalińskiego pod nr. 19/21 20 osób pod nr. 27 10 osób i w dniu 21 sierpnia pod nr. 39/43 30 osób” | Tablica upamiętnia ofiary zbrodni popełnionych przez Niemców w czasie powstania warszawskiego. 2 sierpnia 1944 żołnierze Waffen-SS przysłani z koszar Stauferkaserne przy ul. Rakowieckiej rozstrzelali kilkudziesięciu Polaków zamieszkujących domy przy ul. Madalińskiego nr 18, 20, 19/21, 22, 23 i 25. W domu przy ul. Madalińskiego 27 esesmani zamknęli 10 mężczyzn w małej stolarni, a następnie spalili ich żywcem. 21 sierpnia Niemcy zamordowali jeszcze ok. 30 mieszkańców domu przy ul. Madalińskiego 39/43. |
| Nabielaka          | ul. Nabielaka 18                      | Wolno stojąca                                                  | „Cześć ich pamięci”, a na leżącej obok płycie: „Miejsce uświęcone krwią Polaków poległych za wolność ojczyzny. W tym miejscu 24 listopada 1943 10 lipca 1944 3 sierpnia 1944 hitlerowcy rozstrzelali 42 Polaków”              | W okresie rządów Franza Kutschery miała tu miejsce egzekucja uliczna, w której zginęło 10 więźniów Pawiaka (24 listopada 1943). Z kolei w pierwszych dniach powstania warszawskiego na pobliskiej ul. Belwederskiej żołnierze niemieccy zastrzelili nie ustaloną liczbę Polaków uciekających ze swoich domów (1–2 sierpnia 1944). Na temat egzekucji z lipca 1944 brak bliższych informacji. |
| Niepodległości 132 | al. Niepodległości 132/136            | Na ścianie budynku                                             | „Miejsce uświęcone krwią Polaków poległych za wolność ojczyzny. Tu 11 sierpnia 1944 hitlerowcy rozstrzelali kilkanaście osób ludności cywilnej”                                                                               | Tablica upamiętnia ofiary zbrodni popełnionej przez Niemców w czasie powstania warszawskiego. 11 sierpnia 1944, podczas wysiedlania mieszkańców tego domu, Niemcy rozstrzelali ok. 20 Polaków (w tym kilka kobiet). W gronie ofiar znalazły się m.in. dwie popularne w Warszawie nauczycielki: Jadwiga Jawurkówna i Jadwiga Kowalczykówna („panny Jadwigi”). |
| Odyńca             | ul. Odyńca 55                         | Na ścianie budynku                                             | „Miejsce walki Polaków o wolność ojczyzny. Tu powstańcy Warszawy w 1944 roku stawiali długotrwały opór okupantowi hitlerowskiemu. W walce zginęło wielu obrońców”                                                             | Tablica upamiętnia zacięte walki toczone podczas powstania warszawskiego w obronie tzw. reduty „Alkazar”. Dwa niewykończone domy przy skrzyżowaniu ul. Odyńca i al. Niepodległości („Alkazar I” i „Alkazar II”) były bronione przez żołnierzy kompanii O 1 pułku AK „Baszta” do 25 września 1944. |
| Olesińska          | ul. Olesińska 5                       | Na ścianie budynku                                             | „Miejsce uświęcone krwią Polaków poległych za wolność ojczyzny. W tym miejscu 4 sierpnia 1944 Niemcy spalili ok. 100 Polaków”                                                                                                 | Tablica upamiętnia ofiary jednej z największych zbrodni popełnionych przez Niemców na Mokotowie podczas powstania warszawskiego. 4 sierpnia 1944 niemieccy żandarmi przysłani z koszar znajdujących się przy pobliskiej ul. Dworkowej spędzili kilkuset Polaków do piwnic domów przy ul. Olesińskiej nr 5 i 7, a następnie wymordowali ich za pomocą granatów. Zginęło wówczas od 100 do 200 mężczyzn, kobiet i dzieci. |
| Orężna             | ul. Orężna 23                         | Na ścianie budynku                                             | „Miejsce uświęcone krwią Polaków poległych za wolność ojczyzny. Tu 2 sierpnia 1944 r. hitlerowcy rozstrzelali 83 osoby” | Tablica upamiętnia ofiary zbrodni popełnionej przez Niemców w czasie powstania warszawskiego. 2 sierpnia 1944 przy ul. Orężnej 25 żołnierze niemieccy zamordowali ok. 60 Polaków. Wśród ofiar znajdowały się kobiety, dzieci i starcy. |
| Puławska 15        | ul. Puławska 15                       | Wolno stojąca                                                  | „Miejsce uświęcone krwią Polaków poległych za wolność ojczyzny. Tu dn. 3 XII 1943 hitlerowcy rozstrzelali 100 Polaków” | Tablica upamiętnia ofiary jednej z największych egzekucji ulicznych dokonanych w okresie rządów Franza Kutschery. 3 grudnia 1943 na podwórzu spalonego domu przy ul. Puławskiej 21/23 oraz obok nieistniejącej już zajezdni tramwajowej przy ul. Puławskiej 13 rozstrzelano 112 więźniów Pawiaka. W gronie ofiar znaleźli się m.in.: Stefan Bryła (profesor Politechniki Warszawskiej, poseł na Sejm RP), Stanisław Siezieniewski (aktor i reżyser teatrów wileńskich i łódzkich) i Henryk Trzonek (artysta muzyk, kierownik kwartetu smyczkowego Polskiego Radia). Zakładników rozstrzelano w odwecie za atak na niemieckie „budy” policyjne, przeprowadzony dzień wcześniej w tym miejscu przez żołnierzy Kedywu AK. Obok tablicy znajduje się m.in. krzyż oraz umieszczone za szybą niemieckie obwieszczenie. |
| Puławska 71        | ul. Puławska 71                       | Na ścianie budynku                                             | „Miejsce uświęcone krwią Polaków poległych za wolność ojczyzny. W tym miejscu 3 sierpnia 1944 hitlerowcy rozstrzelali 108 Polaków”                                                                                            | Tablica upamiętnia ofiary zbrodni popełnionej przez Niemców w czasie powstania warszawskiego. 3 sierpnia 1944 oddział niemieckiej żandarmerii przysłany z koszar znajdujących się przy pobliskiej ul. Dworkowej zamordował co najmniej 108 Polaków zamieszkujących kamienice przy ul. Puławskiej nr 69, 71 i 73/75 (mężczyzn, kobiety i dzieci). W gronie ofiar znalazło się m.in. troje członków rodziny Magierów, których upamiętnia wmurowana obok tablica. Ofiary tej masakry upamiętnia także trzecia tablica, znajdująca się na podwórzu domu. |
| Puławska W         | ul. Puławska róg al. Wilanowskiej     | Wolno stojąca                                                  | „Miejsce uświęcone krwią Polaków poległych za wolność ojczyzny. Tu w dniu 2 sierpnia 1944 r. hitlerowcy rozstrzelali 27 osób ludności cywilnej”                                                                               | Tablica upamiętnia ofiary niemieckiej zbrodni z okresu powstania warszawskiego. 2 sierpnia 1944 Niemcy przeprowadzili obławę na żołnierzy AK, którzy po rozbiciu swoich jednostek ukrywali się w rejonie Dworca Południowego. 13 schwytanych mężczyzn (w tym sześciu kolejarzy oraz dwóch powstańców) rozstrzelano w pobliżu skrzyżowania ul. Puławskiej z al. Wilanowską. |
| Rakowiecka 15      | ul. Rakowiecka 15/17                  | Na ścianie budynku                                             | „Miejsce uświęcone krwią Polaków poległych za wolność ojczyzny. 3 sierpnia 1944 hitlerowcy rozstrzelali przy ul. Rakowieckiej w domu pod nr. 4 15 osób. 4 sierpnia 1944 w domu pod nr. 5 10 osób i pod nr. 15/17 15 osób”     | Tablica upamiętnia ofiary zbrodni popełnionej przez Niemców w czasie powstania warszawskiego. W dniach 3–4 sierpnia 1944 żołnierze Waffen-SS z koszar Stauferkaserne, wsparci przez spieszonych żołnierzy Luftwaffe z koszar przy ul. Puławskiej, przystąpili do pacyfikacji domów przy ulicy Rakowieckiej i na sąsiednich ulicach. W domach przy ul. Rakowieckiej nr 5, 9 i 15 zamordowano wówczas co najmniej 30 Polaków. |
| Rakowiecka 61      | ul. Rakowiecka 61                     | Na ścianie budynku Akademii Katolickiej (od strony ul. Boboli) | „Miejsce uświęcone krwią Polaków poległych za wolność ojczyzny. W tym miejscu 2 sierpnia 1944 hitlerowcy rozstrzelali i spalili 40 Polaków”                                                                                   | Tablica upamiętnia ofiary zbrodni popełnionej przez Niemców w czasie powstania warszawskiego. 2 sierpnia 1944 w podziemiach jezuickiego Domu Pisarzy żołnierze SS zamordowali blisko 40 osób – w tym 8 kapłanów i 8 braci Towarzystwa Jezusowego. Ofiary tej zbrodni upamiętnia także tablica innego typu, ustawiona przy ogrodzeniu od strony ul. Rakowieckiej. |
| Rodzynkowa         | ul. Rodzynkowa                        | Wolno stojąca                                                  | „Miejsce walki Polaków o wolność ojczyzny. Tu we wrześniu 1944 roku stoczyli walkę żołnierze bohaterskiego desantu Pierwszej Armii WP spieszącego z pomocą powstańcom Warszawy”                                               | Tablica upamiętnia desant kompanii 2. pułku piechoty WP, przeprowadzony w tym miejscu 19 września 1944. Desant miał charakter dywersyjny, a jego celem było odwrócenie uwagi Niemców i tym samym odciążenie żołnierzy AK i 1. Armii WP walczących na przyczółku czerniakowskim. |
| Sandomierska 21    | ul. Sandomierska 21                   | Na ścianie budynku                                             | „Miejsce uświęcone krwią Polaków poległych za wolność ojczyzny. Tu 4 sierpnia 1944 hitlerowcy rozstrzelali 17 Polaków” | Tablica upamiętnia ofiary zbrodni popełnionej przez Niemców w czasie powstania warszawskiego. 4 sierpnia 1944 żołnierze Waffen-SS z koszar Stauferkaserne, wsparci przez spieszonych żołnierzy Luftwaffe z koszar przy ul. Puławskiej, przystąpili do pacyfikacji domów stojących przy ulicy Rakowieckiej i na sąsiednich ulicach. W kamienicy przy ul. Sandomierskiej 19/21 zastrzelono wówczas kilkunastu polskich cywilów. |
| Sandomierska 23    | ul. Sandomierska 23                   | Na ścianie budynku                                             | „Miejsce uświęcone krwią Polaków poległych za wolność ojczyzny. Tu 4 sierpnia 1944 hitlerowcy rozstrzelali 9 Polaków” | Tablica upamiętnia ofiary zbrodni popełnionej przez Niemców w czasie powstania warszawskiego. 4 sierpnia 1944 żołnierze Waffen-SS z koszar Stauferkaserne, wsparci przez spieszonych żołnierzy Luftwaffe z koszar przy ul. Puławskiej, przystąpili do pacyfikacji domów przy ulicy Rakowieckiej i na sąsiednich ulicach. W kamienicy przy ul. Sandomierskiej 23 zastrzelono wówczas ok. 9 polskich cywilów. W gronie ofiar znalazły się dwie ranne dziewczyny, które pozostawiono w podpalonym budynku, aby spłonęły żywcem. |
| Skolimowska        | ul. Skolimowska 5                     | Na ścianie budynku                                             | „Miejsce uświęcone krwią Polaków poległych za wolność ojczyzny. W tym miejscu 5 sierpnia 1944 roku hitlerowcy rozstrzelali 100 Polaków”                                                                                       | Tablica upamiętnia ofiary zbrodni popełnionej przez Niemców w czasie powstania warszawskiego. 5 sierpnia 1944 esesmani i policjanci przysłani z siedziby Gestapo w al. Szucha zamordowali ok. 100 Polaków zamieszkujących domy przy ul. Skolimowskiej nr 3 i 5 oraz około 80 mieszkańców pobliskiego domu przy ul. Puławskiej 11. W gronie ofiar znalazł się m.in. kapitan Leon Światopełk-Mirski ps. „Leon” – dowódca III Rejonu w Obwodzie AK „Mokotów”. |
| Smetany            | ul. Smetany                           | Na fragmencie muru (na tyłach ul. Dworkowej)                   | „Miejsce uświęcone krwią Polaków poległych za wolność ojczyzny. Tu w sierpniu 1944 hitlerowscy zbrodniarze rozstrzelali grupę małych dzieci w wieku od 5 do 10 lat”                                                           | W 1965 mieszkanka Mokotowa poinformowała tygodnik „Stolica”, iż w czasie powstania warszawskiego była świadkiem jak niemieccy żandarmi rozstrzelali grupkę małych dzieci na tyłach ul. Dworkowej. Owa informacja nie znajduje jednak potwierdzenia w aktach GKBZH, ani w publikacjach poświęconych powstaniu na Mokotowie. Zdaniem niektórych badaczy tablicę należy więc traktować jako ogólny hołd dla dzieci Mokotowa, poległych i zamordowanych w czasie powstania warszawskiego. |

### Ochota
| Zdjęcie            | Lokalizacja                    | Typ                                            | Napis | Upamiętnione wydarzenie |
| ------------------ | ------------------------------ | ---------------------------------------------- | --- | --- |
| Barska             | ul. Barska 4                   | Na murze                                       | „Miejsce uświęcone krwią Polaków poległych za wolność ojczyzny. Tu dnia 10 lutego 1944 hitlerowcy rozstrzelali 140 Polaków”                                                                        | Tablica upamiętnia ofiary egzekucji ulicznej dokonanej przez Niemców w odwecie za udany zamach na Franza Kutscherę. Nie wiadomo, ilu dokładnie Polaków zostało rozstrzelanych w tym miejscu, gdyż 10 lutego 1944 zbiorowe egzekucje miały także miejsce przy ul. Wolskiej 79/81 oraz w ruinach getta. Liczba ofiar podana na tablicy została zaczerpnięta z niemieckiego obwieszczenia i jest prawdopodobnie zaniżona. |
| Grójecka 22        | ul. Grójecka 22/24             | Na postumencie przy ścianie budynku            | „Miejsce uświęcone krwią Polaków poległych za wolność ojczyzny. Tu w dniu 5 sierpnia 1944 r. hitlerowcy rozstrzelali 40 Polaków”                                                                   | Tablica upamiętnia polskich cywilów zamordowanych przez Niemców w trakcie pacyfikacji Ochoty. 5 sierpnia 1944 oddział SS z koszar przy ul. Tarczyńskiej rozstrzelał w piwnicach tego domu ok. 40 Polaków. |
| Grójecka 39        | ul. Grójecka 39                | Na ścianie budynku (dziedziniec DS „Bratniak”) | „Miejsce uświęcone krwią Polaków poległych za wolność ojczyzny. Tu w latach okupacji 1939–1944 hitlerowcy dokonywali masowych egzekucji”                                                           | W okresie okupacji Dom Akademicki przy pl. Narutowicza został przekształcony w koszary niemieckiej policji porządkowej. W jego podziemiach znajdował się tymczasowy areszt, w którym torturowano i mordowano mieszkańców stolicy (m.in. osoby zatrzymane w czasie masowych łapanek). Z kolei w pierwszych dniach powstania warszawskiego do piwnic gmachu spędzano mieszkańców okolicznych domów. Co najmniej 38 polskich mężczyzn zostało wówczas rozstrzelanych na dziedzińcu koszar.                                                                        |
| Grójecka 47        | ul. Grójecka 47/51             | Na ścianie budynku                             | „Miejsce uświęcone krwią Polaków poległych za wolność ojczyzny. Tu 9 listopada 1943 hitlerowcy rozstrzelali 40 Polaków”                                                                            | Tablica upamiętnia ofiary egzekucji ulicznej dokonanej w okresie rządów Franza Kutschery. Liczba ofiar, o której informuje napis na tablicy, jest błędna, gdyż obejmuje wszystkich zakładników straconych tego dnia w różnych punktach miasta. W rzeczywistości u zbiegu ulic Wawelskiej i Grójeckiej rozstrzelano ok. 20 Polaków. |
| Grójecka 95        | ul. Grójecka 95                | Na fragmencie muru                             | „Miejsce uświęcone krwią Polaków poległych za wolność ojczyzny. Tu w sierpniu i wrześniu 1944 r. hitlerowcy rozstrzelali kilkuset Polaków”                                                         | Tablica znajduje się na terenie przedwojennego targowiska warzywnego „Zieleniak” (obecnie Targowisko Banacha). W czasie powstania warszawskiego funkcjonował tam punkt zborny dla wypędzanej ludności Ochoty, na terenie którego żołnierze brygady RONA dopuszczali się masowych mordów i gwałtów. W sierpniu i wrześniu 1944 przez targowisko przeszło ok. 60 000 mieszkańców Ochoty i pozostałych dzielnic Warszawy. Liczba śmiertelnych ofiar „Zieleniaka” oceniana jest na około 1000 (z czego co najmniej 300 osób zostało zamordowanych przez ronowców). |
| Mianowskiego       | ul. Mianowskiego 15            | Na ścianie budynku                             | „Miejsce uświęcone krwią Polaków poległych za wolność ojczyzny. Tu 11 sierpnia 1944 r. hitlerowcy rozstrzelali wielu Polaków”                                                                      | Tablica upamiętnia ofiary masowej egzekucji z okresu powstania warszawskiego. Po upadku ostatniego powstańczego bastionu na Ochocie (tzw. Reduta „Wawelska”) żołnierze brygady RONA zamordowali w tym rejonie ponad 80 osób – rannych powstańców oraz cywilów podejrzewanych o udział w powstaniu. Jedną z ofiar był ks. Jan Salamucha (kapelan Obwodu AK „Ochota”). |
| Niepodległości 221 | al. Niepodległości 221         | Na fasadzie kamienicy                          | „Miejsce uświęcone krwią Polaków poległych za wolność ojczyzny. W tym domu w dniu 7. VIII 1944 hitlerowcy zamordowali około 50 osób mieszkańców tego bloku. Wśród zamordowanych było wiele dzieci” | Tablica upamiętnia polskich cywilów zamordowanych przez żołnierzy brygady RONA w trakcie rzezi Ochoty. 7 sierpnia 1944 ronowcy zastrzelili ok. 53 mieszkańców domu przy al. Niepodległości 217/223. W gronie zamordowanych znalazło się wiele kobiet i dzieci. |
| Nowogrodzka 78     | ul. Nowogrodzka 78             | Na ścianie budynku                             | „Miejsce uświęcone krwią Polaków poległych za wolność ojczyzny. Tu w dniu 12 sierpnia 1944 zginęło z rąk oprawców hitlerowskich 67 osób”                                                           | Tablica upamiętnia polskich cywilów zamordowanych przez Niemców w trakcie rzezi Ochoty. 12 sierpnia 1944 oddział SS z koszar przy ul. Tarczyńskiej rozstrzelał w tym miejscu 67 Polaków – mieszkańców okolicznych domów oraz pracowników Miejskiego Instytutu Higieny (w tym dyrektora Instytutu, Aleksandra Ławrynowicza). |
| Tarczyńska         | ul. Tarczyńska 17 róg Dalekiej | Na fragmencie muru                             | „Miejsce uświęcone krwią Polaków poległych za wolność ojczyzny. Tu 3 sierpnia 1944 hitlerowcy rozstrzelali 17 Polaków”                                                                             | Tablica upamiętnia polskich cywilów zamordowanych przez Niemców w trakcie rzezi Ochoty. 3 sierpnia 1944 oddział SS z koszar przy ul. Tarczyńskiej rozstrzelał w tym miejscu 17 Polaków. |
| Wawelska 15        | ul. Wawelska 15                | Na ścianie budynku                             | „Miejsce uświęcone krwią Polaków walczących o wolność. Tu dn. 5.VIII. i 19.VIII.1944 hitlerowcy rozstrzelali kilkudziesięciu Polaków”                                                              | Tablica upamiętnia ofiary jednej z największych zbrodni popełnionych w trakcie rzezi Ochoty. W dniach 5–6 sierpnia 1944 żołnierze brygady RONA spacyfikowali Instytut Radowy im. M. Skłodowskiej-Curie, dokonując przy tym licznych mordów, grabieży i gwałtów. 19 sierpnia ocalałych pacjentów i personel wypędzono do obozu przejściowego na „Zieleniaku”, gdzie ok. 50 chorych zostało rozstrzelanych przez ronowców. Likwidacja Instytutu Radowego przyniosła łącznie co najmniej 80 ofiar.                                                                |
| Wawelska 66        | ul. Wawelska 66/74             | Na ścianie budynku                             | „Miejsce uświęcone krwią Polaków poległych za wolność ojczyzny. Tu 5 sierpnia 1944 hitlerowcy rozstrzelali 20 Polaków”                                                                             | Tablica upamiętnia polskich cywilów zamordowanych przez żołnierzy brygady RONA w trakcie rzezi Ochoty. 5 sierpnia 1944 ronowcy spędzili od 20 do 40 polskich cywilów do piwnicy willi przy ul. Korzeniowskiego 4, po czym zamordowali ich przy użyciu granatów i broni maszynowej. |

### Praga-Południe
| Zdjęcie           | Lokalizacja           | Typ                                            | Napis | Upamiętnione wydarzenie |
| ----------------- | --------------------- | ---------------------------------------------- | --- | --- |
| Wał Miedzeszyński | ul. Wał Miedzeszyński | Wolno stojąca (nieopodal Mostu Poniatowskiego) | „Miejsce uświęcone krwią Polaków poległych za wolność ojczyzny. Tu dn. 23 X 1943 hitlerowcy rozstrzelali 20 Polaków” | Tablica upamiętnia ofiary egzekucji ulicznej dokonanej w okresie rządów Franza Kutschery. 23 października 1943 Niemcy rozstrzelali w tym miejscu 20 polskich zakładników. |

### Praga-Północ
| Zdjęcie      | Lokalizacja                      | Typ                                       | Napis | Upamiętnione wydarzenie |
| ------------ | -------------------------------- | ----------------------------------------- | --- | --- |
| Cyryla       | ul. Świętych Cyryla i Metodego 4 | Na murze przy bramie posesji              | „Miejsce uświęcone krwią Polaków poległych za wolność ojczyzny. Tu w dniu 1 sierpnia 1944 r. hitlerowcy rozstrzelali 17 osób”                                         | Tablica upamiętnia 17 cywilów zamordowanych przez Niemców w pierwszym dniu powstania warszawskiego. Wśród ofiar znajdowali się Polacy, Białorusini, Rosjanie i Ukraińcy, których wyciągnięto z pobliskiego schronu, a następnie rozstrzelano na tyłach cerkwi św. Marii Magdaleny.                                  |
| Jagiellońska | ul. Jagiellońska 5a              | Na fragmencie muru (od strony ul. Kępnej) | „Miejsce uświęcone krwią Polaków poległych za wolność ojczyzny. Tu 12 listopada 1943 hitlerowcy dokonali egzekucji na 60 więźniach z Pawiaka”                         | Tablica upamiętnia ofiary egzekucji ulicznej dokonanej w okresie rządów Franza Kutschery. Liczba ofiar, o której informuje napis na tablicy, jest błędna, gdyż obejmuje wszystkich zakładników straconych tego dnia w różnych punktach miasta. Przy ul. Kępnej rozstrzelano prawdopodobnie ok. 30 więźniów Pawiaka. |
| Witkiewicza  | ul. Witkiewicza 10               | Wolno stojąca                             | „Miejsce uświęcone męczeńską krwią Polaków poległych za ojczyznę. W dniu 1.VIII.1944 r. na tym miejscu hitlerowcy zastrzelili 13 partyzantów przygotowanych do akcji” | Tablica upamiętnia miejsce walki, a następnie egzekucji grupy powstańców warszawskich (1 sierpnia 1944). |

### Rembertów
| Zdjęcie     | Lokalizacja                   | Typ           | Napis                                                                       | Upamiętnione wydarzenie |
| ----------- | ----------------------------- | ------------- | --------------------------------------------------------------------------- | --- |
| Markietanki | ul. Markietanki róg Cyrulików | Wolno stojąca | „Cześć ich pamięci. Tu w 1943 roku hitlerowcy dokonali mordu na 200 Żydach” | Tablica upamiętnia ofiary likwidacji tzw. getta szczątkowego w Rembertowie. Pierwszy etap likwidacji rembertowskiej dzielnicy żydowskiej miał miejsce 20 sierpnia 1942. Większość mieszkańców getta Niemcy pognali wówczas pieszo na stację kolejową w Falenicy, a następnie wywieźli do obozu zagłady w Treblince (kilkadziesiąt ofiar, które zastrzelono po drodze w czasie próby ucieczki upamiętnia tablica na rogu ulic Kajki i VIII Poprzecznej w Wawrze). Kilkuset Żydów niezdolnych do marszu wywieziono natomiast do pobliskiego lasu i tam rozstrzelano (zostali upamiętnieni inną tablicą projektu Tchorka, ustawioną nieopodal wiaduktu przy ul. Okuniewskiej w Wesołej). Niespełna trzy miesiące później w Rembertowie utworzono tzw. getto szczątkowe, gdzie uwięziono około 200 żydowskich mężczyzn. W czerwcu 1943 wszyscy oni zostali rozstrzelani przez Niemców na terenie działek za dzisiejszą ul. Markietanki. |

### Śródmieście
| Zdjęcie            | Lokalizacja                               | Typ                                                                           | Napis | Upamiętnione wydarzenie |
| ------------------ | ----------------------------------------- | ----------------------------------------------------------------------------- | --- | --- |
| Agrykola           | ul. Agrykola róg Al. Ujazdowskich         | Wolno stojąca                                                                 | „Miejsce uświęcone krwią Polaków poległych za wolność ojczyzny. Tu w dniu 29 września 1944 hitlerowcy rozstrzelali 32 Polaków” | W źródłach historycznych brak wzmianek na temat egzekucji dokonanej w tym miejscu 29 września 1944. Prawdopodobnie dwa dni wcześniej w tej okolicy zginęły jednak co najmniej 32 osoby, które utonęły w kanałach podczas próby ewakuacji z Mokotowa do Śródmieścia. |
| Bonifraterska      | ul. Bonifraterska 12                      | Na frontonie kościoła pw. św. Jana Bożego                                     | „Miejsce uświęcone krwią Polaków poległych za wolność ojczyzny. W tym miejscu dnia 30 sierpnia 1944 r. hitlerowcy rozstrzelali chorych, lekarzy i pielęgniarki ze Szpitala Bonifratrów około 300 osób” | Opisana na tablicy masakra nie znajduje potwierdzenia w źródłach historycznych. Faktem jest jednak, że między 1 a 26 sierpnia 1944 Szpital św. Jana Bożego był intensywnie ostrzeliwany i bombardowany przez niemiecką artylerię i lotnictwo (mimo widocznych znaków Czerwonego Krzyża). Na skutek nalotów i ostrzału artyleryjskiego zginęło ok. 300 osób (ranni, chorzy psychicznie, członkowie personelu). |
| Bracka             | ul. Bracka 16                             | Na ścianie budynku (od strony Al. Jerozolimskich)                             | „Miejsce uświęcone krwią Polaków poległych za wolność ojczyzny. Tu w sierpniu 1944 r. hitlerowcy rozstrzelali 90 osób ludności cywilnej” | Podczas walk prowadzonych w tym rejonie w pierwszych dniach powstania warszawskiego (3–4 sierpnia 1944) oddziały niemieckie nagminnie wykorzystywały polskich cywilów w charakterze „żywych tarcz” oraz mordowały mieszkańców okolicznych domów. Mogło wówczas zginąć nawet do 200 Polaków. |
| Czerniakowska      | ul. Czerniakowska 141                     | Na bocznej ścianie budynku                                                    | „Miejsce uświęcone krwią Polaków poległych za wolność ojczyzny. W tym miejscu dnia 2 sierpnia 1944 r. hitlerowcy rozstrzelali 13 osób” | Tablica upamiętnia ofiary zbrodni popełnionej przez Niemców w czasie powstania warszawskiego. 2 sierpnia 1944 żołnierze niemieccy podpalili znajdujący się w tym miejscu dom mieszkalny oraz przyległą szopę, w której znajdowała się ziemianka służąca za prowizoryczny schron. W płomieniach lub od niemieckich kul zginęło 14 osób. Pierwotnie na tablicy wykuto liczbę 113, a później w celu zatarcia błędu zacementowano pierwszą jedynkę. |
| Defilad            | pl. Defilad                               | Wolno stojąca (nieopodal skrzyżowania ulic Marszałkowskiej i Świętokrzyskiej) | „Miejsce uświęcone krwią Polaków poległych za wolność ojczyzny. Tu w dniu 2 sierpnia 1944 r. hitlerowcy rozstrzelali 40 osób” | Tablica upamiętnia ofiary masakry dokonanej na podwórzu nieistniejącej obecnie kamienicy przy ul. Marszałkowskiej 111. W pierwszych dniach powstania warszawskiego (2 lub 3 sierpnia 1944) załoga niemieckiego samochodu pancernego rozstrzelała w pobliżu gospody „Pod Światełkami” od 30 do 44 mieszkańców kamienic przy ul. Marszałkowskiej nr 109, 111 i 113. Tablicę ustawiono w pewnym oddaleniu od rzeczywistego miejsca egzekucji (kamienica nr 111 znajdowała się na odcinku Marszałkowskiej pomiędzy ulicami Chmielną i Złotą).                                                                                                   |
| Długa 7            | ul. Długa 7                               | Na frontowej ścianie pałacu Raczyńskich                                       | „Miejsce uświęcone krwią Polaków poległych za wolność ojczyzny. W dniu 1 września 1944 r. w szpitalu powstańczym hitlerowcy zamordowali około 430 osób” | Tablica upamiętnia pacjentów i personel Centralnego Powstańczego Szpitala Chirurgicznego nr 1, największego powstańczego szpitala na Starym Mieście, wymordowanych przez Niemców po upadku dzielnicy. Ofiarą masakry padło ok. 430 osób (według innych źródeł liczba ofiar była mniejsza). Podana na tablicy data jest błędna, gdyż w rzeczywistości do masakry powstańczych szpitali na Starówce doszło 2 września 1944. |
| Długa 13           | ul. Długa 13/15                           | Na ścianie katedry polowej WP                                                 | „Miejsce uświęcone krwią Polaków poległych za wolność ojczyzny. Tu 20 VIII 1944 zginęło 120 rannych i personel szpitala AK zburzonego przez hitlerowskie lotnictwo pomimo specjalnego znaku Czerwonego Krzyża”, a poniżej: „W tym miejscu w czasie powstania warszawskiego mieściła się kwatera dowództwa oraz szpital bat. »Gozdawa« | Tablica upamiętnia polski szpital polowy zorganizowany w czasie powstania warszawskiego w gmachu katedry polowej WP. 20 sierpnia 1944 szpital został zbombardowany przez niemieckie lotnictwo (mimo iż był wyraźnie oznaczony flagami Czerwonego Krzyża). Zginęło wówczas od 100 do 200 rannych oraz ok. 60 członków personelu (w tym 11 sanitariuszek). |
| Długa 46           | ul. Długa 46 róg Bohaterów Getta          | Wolno stojąca                                                                 | „Miejsce walki Polaków o wolność ojczyzny. W tym miejscu 31 sierpnia 1944 hitlerowskie lotnictwo rozbiło bohaterską redutę powstańczą” | Tablica upamiętnia rozbicie przez lotnictwo niemieckie powstańczej reduty w Pasażu Simonsa, bronionej przez żołnierzy batalionu AK „Chrobry I” (31 sierpnia 1944). Ofiary tego nalotu upamiętnia jeszcze jedna tablica projektu Tchorka, wmurowana w ścianę pobliskiego bloku mieszkalnego przy al. „Solidarności” 66. |
| Dobra              | ul. Dobra 96 róg Mariensztatu             | Wolno stojąca                                                                 | „Miejsce uświęcone krwią Polaków poległych za wolność ojczyzny. Tu w dniu 3 sierpnia 1944 r. hitlerowcy rozstrzelali około 20 osób” | Tablica upamiętnia ofiary zbrodni popełnionej przez Niemców w czasie powstania warszawskiego. 2 lub 3 sierpnia 1944 pod parkanem przy ul. Dobrej 96 rozstrzelano grupę polskich cywilów. Liczba ofiar egzekucji jest obliczana na ok. 24. |
| Drewniana          | ul. Drewniana 8                           | Na ścianie gmachu ZS nr 69 (od strony ul. Dobrej)                             | „Miejsce uświęcone krwią Polaków poległych za wolność ojczyzny. Tu 27 września 1944 w powstańczym szpitalu hitlerowcy zastrzelili 22 Polaków” | Tablica upamiętnia pacjentów i personel powstańczego szpitala, wymordowanych przez Niemców po upadku Powiśla. 27 września 1944 kryminaliści z pułku Dirlewangera zastrzelili w tym budynku 22 rannych oraz trzy opiekujące się nimi kobiety (dwie sanitariuszki i matkę jednego z pacjentów). W gronie ofiar znaleźli się m.in. dwaj wyżsi oficerowie Zgrupowania „Radosław” – major Wacław Janaszek ps. „Bolek” oraz kapitan Mieczysław Kurkowski ps. „Sawa”. |
| Elektoralna        | ul. Elektoralna 5/7                       | Na ścianie gmachu XVII LO                                                     | „Miejsce uświęcone krwią Polaków poległych za wolność ojczyzny. Tu w sierpniu 1944 hitlerowcy rozstrzelali około 130 Polaków” | Tablica upamiętnia polskich cywilów zamordowanych przez Niemców w ostatniej fazie rzezi Woli. Rejon ul. Elektoralnej został opanowany przez oddziały niemieckie w dniu 7 sierpnia 1944. Doszło tam wówczas do szeregu mordów na ludności cywilnej. |
| Emilii Plater      | ul. Emilii Plater 15                      | Na murze przed posesją                                                        | „Miejsce uświęcone krwią Polaków poległych za wolność ojczyzny. Tu 1 sierpnia 1944 hitlerowcy rozstrzelali 9 Polaków” | 1 sierpnia 1944, na ok. 45 minut przed Godziną „W”, Niemcy dokonali niespodziewanego najścia na Składnicę Meldunkową K-2 Obwodu AK „Obroża”, mieszczącą się w fabryce dźwigów Groniowskiego przy ul. Emilii Plater 10. Doszło do strzelaniny, w trakcie której w ręce Niemców wpadli ppor. Stanisław Chyczewski ps. „Zbyszek” (dowódca składnicy) oraz por. Bolesław Lessman ps. „Lasota” (oficer łączności). Obu oficerów wyprowadzono na ulicę, gdzie wraz z sześcioma przypadkowo schwytanymi polskimi mężczyznami zostali rozstrzelani. Następnego dnia ciała zamordowanych pogrzebano na podwórzu kamienicy przy ul. Emilii Plater 15. |
| Jasna              | ul. Jasna 12                              | Na ścianie budynku                                                            | „Miejsce uświęcone krwią Polaków poległych za wolność ojczyzny. W tym miejscu dnia 18 sierpnia 1944 r. hitlerowcy spalili 46 powstańców” | Prawdopodobnie tablica znalazła się w tym miejscu na skutek pomyłki. Ulica Jasna pozostawała bowiem w polskich rękach do końca powstania warszawskiego, a w źródłach historycznych brak informacji na temat upamiętnionej tą tablicą masakry. Niektóre publikacje sugerują, iż tablica upamiętnia osoby zabite podczas niemieckiego nalotu lotniczego jednak ta informacja również nie znajduje potwierdzenia w źródłach historycznych. |
| Jerozolimskie      | Al. Jerozolimskie 37                      | Na fragmencie muru przed hotelem „Novotel”                                    | „Miejsce uświęcone krwią Polaków poległych za wolność ojczyzny. Tu 28 stycznia 1944 hitlerowcy rozstrzelali 102 Polaków” | Tablica upamiętnia ofiary egzekucji ulicznej dokonanej w okresie rządów Franza Kutschery. Liczba rozstrzelanych, o której informuje napis na tablicy, została zaczerpnięta z niemieckiego obwieszczenia. Prawdopodobnie w tym miejscu zamordowano jednak ok. 20–30 więźniów Pawiaka, a pozostałych zakładników stracono w ruinach getta. |
| Kilińskiego        | ul. Kilińskiego róg Długiej               | Na bocznej ścianie pałacu Raczyńskich                                         | „Miejsce uświęcone krwią Polaków poległych za wolność ojczyzny. Tu 24 stycznia 1944 w egzekucji ulicznej hitlerowcy rozstrzelali 50 Polaków” | Tablica upamiętnia ofiary egzekucji ulicznej dokonanej w okresie rządów Franza Kutschery. Być może jednym z rozstrzelanych w tym miejscu zakładników był Tytus Czaki. |
| Kościelna          | ul. Kościelna róg Przyrynku               | Wolno stojąca                                                                 | „Miejsce uświęcone krwią Polaków poległych za wolność ojczyzny. Tu w dniu 29 sierpnia 1944 hitlerowcy dokonali mordu na ludności cywilnej” | Tablica upamiętnia staruszki z zakładu opiekuńczego ss. Szarytek przy ul. Przyrynek, zamordowane przez Niemców w czasie powstania warszawskiego. Osiemnaście najbardziej zniedołężniałych pensjonariuszek zamordowano na terenie przytułku, kilkanaście innych w gmachu pobliskiego kościoła Nawiedzenia NMP. |
| Kozia              | ul. Kozia 3/5                             | Na ścianie pod „Mostem Westchnień”                                            | „Miejsce uświęcone krwią Polaków poległych za wolność ojczyzny. Tu dn. 10.VIII.1944 hitlerowcy rozstrzelali stu kilkunastu Polaków” | Tablica upamiętnia ofiary zbrodni popełnionej przez Niemców w czasie powstania warszawskiego. 10 sierpnia 1944 na terenie Hotelu de Saxe przy ul. Koziej żołnierze niemieccy zamordowali od 100 do 300 polskich mężczyzn (mieszkańców okolicznych domów). |
| Krakowskie 62      | ul. Krakowskie Przedmieście 62            | Na ścianie budynku Caritasu Archidiecezji Warszawskiej                        | „Miejsce uświęcone krwią Polaków poległych za wolność ojczyzny. Tu 20 sierpnia 1944 hitlerowcy rozstrzelali 15 Polaków” | Tablica upamiętnia ofiary niemieckiej zbrodni z okresu powstania warszawskiego. W okolicach 20 sierpnia 1944 Niemcy rozstrzelali w tym miejscu ok. 15 polskich cywilów, a także zamordowali nieznaną liczbę rannych leżących w kaplicy Towarzystwa Dobroczynności ss. Szarytek. |
| Krakowskie 66      | ul. Krakowskie Przedmieście 66            | Na ścianie budynku (przy wejściu do Centralnej Biblioteki Rolniczej)          | „Miejsce uświęcone krwią Polaków poległych za wolność ojczyzny. W tym miejscu dnia 10 sierpnia 1944 hitlerowcy rozstrzelali 7 Polaków” | Tablica upamiętnia ofiary zbrodni popełnionej przez Niemców w czasie powstania warszawskiego. 10 lub 11 sierpnia 1944, podczas wysiedlania ludności okolicznych domów, żołnierze niemieccy rozstrzelali w tym miejscu ośmiu zidentyfikowanych z nazwiska polskich mężczyzn. |
| Kredytowa          | ul. Kredytowa 1                           | Na ścianie gmachu Państwowego Muzeum Etnograficznego                          | „Miejsce uświęcone krwią Polaków poległych za wolność ojczyzny. Tu w sierpniu 1944 r. poległo w bohaterskiej walce z hitlerowcami 15 żołnierzy powstania warszawskiego” | Tablica upamiętnia walki toczone przez żołnierzy AK w pierwszych dniach sierpnia 1944. Podczas szturmów na gmach Towarzystwa Kredytowego Ziemskiego, w którym mieściła się siedziba niemieckiego Arbeitsamtu, poległo kilku powstańców. |
| Marszałkowska 27   | ul. Marszałkowska 27/35                   | Na ścianie budynku                                                            | „Miejsce uświęcone krwią Polaków poległych za wolność ojczyzny. Tu 3. 4. 5 sierpnia 1944 hitlerowcy rozstrzelali około 200 Polaków” | W pierwszych dniach powstania warszawskiego Niemcy masowo mordowali mieszkańców domów przy ul. Marszałkowskiej na odcinku od pl. Unii Lubelskiej po pl. Zbawiciela. Największe egzekucje miały miejsce w rejonie apteki „Anca” przy ul. Marszałkowskiej 21 róg Oleandrów, gdzie w pierwszych dniach sierpnia 1944 rozstrzelano i spalono co najmniej 100 Polaków. Po 5 sierpnia masowe egzekucje były również przeprowadzane w rejonie dzisiejszego gmachu przy ul. Marszałkowskiej 27/35. Rozstrzelano tam m.in. pewną liczbę harcerzy. |
| Marszałkowska 136  | ul. Marszałkowska 136 róg Świętokrzyskiej | Na ścianie budynku                                                            | „Miejsce uświęcone krwią Polaków poległych za wolność ojczyzny. Tu w dniu 1 sierpnia 1944 r. hitlerowcy rozstrzelali 40 osób ludności cywilnej” | Według niektórych źródeł w pierwszym dniu powstania warszawskiego Niemcy mieli rozstrzelać na rogu ulic Marszałkowskiej i Świętokrzyskiej ok. 40 polskich cywilów. Opracowania poświęcone miejscom pamięci narodowej w Warszawie oraz zbrodniom popełnionym przez Niemców w okresie powstania nie potwierdzają jednak tej informacji. |
| Hale Mirowskie     | pl. Mirowski 1                            | Na ścianie zachodniej Hali Mirowskiej                                         | „Miejsce uświęcone krwią Polaków poległych za wolność ojczyzny. 7 i 8 sierpnia 1944 w Halach Mirowskich hitlerowcy rozstrzelali 510 Polaków” | Tablica upamiętnia mieszkańców Woli i Śródmieścia Północnego masowo rozstrzeliwanych w tym miejscu w ostatniej fazie rzezi Woli. W dniach 7–8 sierpnia 1944 Niemcy zamordowali na terenie Hal Mirowskich ok. 580 polskich cywilów. Kolejne 110 osób rozstrzelano w bezpośrednim sąsiedztwie hal. |
| Most               | Most Poniatowskiego                       | Na filarze wiaduktu przy Wybrzeżu Kościuszkowskim                             | „Miejsce uświęcone krwią Polaków poległych za wolność ojczyzny. Tu w 1944 roku w okresie powstania hitlerowcy rozstrzeliwali patriotów polskich w tym 15 żołnierzy z plutonów 1138 – 1139 kompanii 3 Zgrupowania III »Konrad« Armii Krajowej”                                                                                         | Tablica upamiętnia ofiary niemieckiej zbrodni z okresu powstania warszawskiego. 3 sierpnia 1944 pod wiaduktem Mostu Poniatowskiego żołnierze Wehrmachtu rozstrzelali 19 żołnierzy III Zgrupowania AK „Konrad”, wziętych do niewoli w domu przy al. 3 Maja nr 2. |
| Niecała            | ul. Niecała 8                             | Na ścianie budynku                                                            | „Miejsce uświęcone krwią Polaków poległych za wolność ojczyzny. Tu w dniu 8 sierpnia 1944 hitlerowcy rozstrzelali 20 osób cywilnych” | Tablica upamiętnia ofiary niemieckiej zbrodni z okresu powstania warszawskiego. 8 sierpnia 1944, podczas wysiedlania mieszkańców okolicznych domów, żołnierze niemieccy zastrzelili w tym miejscu ok. 20 polskich cywilów. |
| Niepodległości 208 | al. Niepodległości 208                    | Wolno stojąca (przed gmachem GUS)                                             | „Miejsce uświęcone krwią Polaków poległych za wolność ojczyzny. Tu w lipcu i sierpniu 1944 r. hitlerowcy rozstrzelali około 30 osób ludności cywilnej” | W źródłach historycznych brak informacji na temat upamiętnionych tą tablicą wydarzeń. |
| Niepodległości 210 | al. Niepodległości 210                    | Na bocznej ścianie budynku (od strony al. Armii Ludowej)                      | „Miejsce uświęcone krwią Polaków poległych za wolność ojczyzny. Tu 7 sierpnia 1944 hitlerowcy rozstrzelali 56 Polaków” | W źródłach historycznych brak informacji na temat upamiętnionych tą tablicą wydarzeń. |
| Nowogrodzka 45     | ul. Nowogrodzka 45                        | Na ścianie budynku                                                            | „Miejsce uświęcone krwią Polaków poległych za wolność ojczyzny. Tu 18 sierpnia 1944 hitlerowcy rozstrzelali 18 pracowników poczty” | W okresie powstania warszawskiego Niemcy przeprowadzili w tym miejscu kilka egzekucji. Jedną z nich była upamiętniona tablicą egzekucja 18 pocztowców w dniu 18 sierpnia 1944. |
| NS49               | ul. Nowy Świat 49                         | Na ścianie kamienicy Bentkowskiego                                            | „Miejsce uświęcone krwią Polaków poległych za wolność ojczyzny. Tu dn. 12.XI.1943 hitlerowcy rozstrzelali 30 Polaków” | Tablica upamiętnia ofiary egzekucji ulicznej dokonanej w okresie rządów Franza Kutschery. 12 listopada 1943 w pobliżu kamienicy Nowy Świat 49 (naprzeciwko hotelu „Savoy”) rozstrzelano ok. 20 więźniów Pawiaka. |
| NS64               | ul. Nowy Świat 64                         | Na ścianie kamienicy Zrazowskiego                                             | „Miejsce uświęcone krwią Polaków poległych za wolność ojczyzny. Tu dn. 2.XII.1943 hitlerowcy rozstrzelali 34 Polaków” | Tablica upamiętnia ofiary egzekucji ulicznej dokonanej w okresie rządów Franza Kutschery. Niemieckie obwieszczenie wymieniało nazwiska 34 rozstrzelanych ale z informacji przekazanych przez konspiracyjną komórkę na Pawiaku wynikało, że 2 grudnia 1943 wywieziono na śmierć ok. 50 więźniów. W gronie ofiar znaleźli się m.in. dwaj artyści malarze – Janusz Zoller i Stanisław Haykowski. |
| Nowy Zjazd         | ul. Nowy Zjazd 1                          | Wolno stojąca                                                                 | „Miejsce uświęcone krwią Polaków poległych za wolność ojczyzny. Tu w sierpniu 1944 r. hitlerowcy rozstrzelali 15 osób” | Tablica upamiętnia ofiary zbrodni popełnionej przez Niemców w czasie powstania warszawskiego. Między 3 a 5 sierpnia 1944 w pobliżu tzw. Domu Schichta żołnierze niemieccy rozstrzelali ok. 15 polskich mężczyzn przyprowadzonych z tzw. Domu Profesorów przy ul. Nowy Zjazd 5. W gronie ofiar znaleźli się m.in. profesorowie Uniwersytetu Warszawskiego: Józef Rafacz, Wacław Roszkowski, Andrzej Tretiak i Eugeniusz Wajgiel. |
| Saski              | Ogród Saski                               | Wolno stojąca (w pobliżu pałacu Błękitnego)                                   | „Miejsce uświęcone krwią Polaków poległych za wolność ojczyzny. Teren bohaterskich walk obrońców Warszawy 1939 r. i masowych egzekucji w latach 1939–1944” | W czasie oblężenia Warszawy we wrześniu 1939 rejon Ogrodu Saskiego był ostrzeliwany przez niemiecką artylerię i bombardowany przez lotnictwo (spłonął wówczas budynek Teatru Letniego). Na terenie ogrodu znajdowało się stanowisko polskiej artylerii. Z kolei w czasie powstania warszawskiego na terenie parku miały miejsce liczne egzekucje (rozstrzelano tam m.in. blisko 30 chłopców i wychowawców z Zakładu Poprawczego księży Michalitów w Strudze). Ponadto Niemcy formowali w Ogrodzie Saskim „żywe tarcze” złożone z polskiej ludności cywilnej, które pędzili następnie w kierunku powstańczych barykad.                       |
| Ogrody Sejmowe     | Park Marszałka Edwarda Rydza-Śmigłego     | Wolno stojąca (u podnóża skarpy wiślanej, w pobliżu budynków Sejmu RP)        | „Miejsce uświęcone krwią Polaków poległych za wolność ojczyzny. Tu w latach 1939–1941 hitlerowcy dokonali szeregu tajnych egzekucji na patriotach polskich” | W pierwszych latach okupacji tzw. ogrody sejmowe na stokach skarpy wiślanej były miejscem potajemnych egzekucji. Rozstrzeliwano tam m.in. przedstawicieli polskiej inteligencji oraz osoby podejrzewane o związki z ruchem oporu. Między październikiem 1939 a kwietniem 1940 niemieccy policjanci zamordowali w ogrodach sejmowych od kilkuset do tysiąca osób. Kilkadziesiąt osób zostało tam również rozstrzelanych w okresie powstania warszawskiego. |
| Podwale 25         | ul. Podwale 25                            | Na ścianie budynku                                                            | „Miejsce uświęcone krwią Polaków poległych za wolność ojczyzny. Tu 2 września 1944 hitlerowcy rozstrzelali 30 Polaków” | Tablica upamiętnia pacjentów powstańczego szpitala „Pod Krzywą Latarnią”, wymordowanych przez Niemców po upadku Starówki. 2 września 1944 w szpitalu zastrzelono lub spalono żywcem ponad 70 rannych. |
| Przechodnia        | ul. Przechodnia róg Ptasiej               | Wolno stojąca                                                                 | „Miejsce uświęcone krwią Polaków poległych za wolność ojczyzny. Tu w dniu 6 sierpnia 1944 r. hitlerowcy zamordowali ponad 100 osób” | Tablica upamiętnia ofiary zbrodni popełnionej przez Niemców w czasie powstania warszawskiego. 6 sierpnia 1944, w drugim dniu rzezi Woli, w rejonie ul. Przechodniej zostało rozstrzelanych około 100 polskich cywilów. |
| Senatorska 6       | ul. Senatorska 6                          | Na ścianie kamienicy                                                          | „Miejsce uświęcone krwią Polaków poległych za wolność ojczyzny. Tu dn. 15.II.1944 hitlerowcy rozstrzelali kilkudziesięciu Polaków” | Tablica upamiętnia ofiary ostatniej egzekucji ulicznej przeprowadzonej przez Niemców w stolicy przed wybuchem powstania warszawskiego. 15 lutego 1944 w pobliżu skrzyżowania ul. Senatorskiej z ul. Miodową rozstrzelano ok. 40 więźniów Pawiaka. |
| Senatorska 29      | ul. Senatorska 29/31                      | Na ścianie budynku                                                            | „Miejsce uświęcone krwią Polaków poległych za wolność ojczyzny. Tu w dniu 8 sierpnia 1944 hitlerowcy rozstrzelali 15 osób” | Tablica upamiętnia ofiary zbrodni popełnionej przez Niemców w czasie powstania warszawskiego (7 lub 8 sierpnia 1944). W trakcie wysiedlania mieszkańców okolicznych domów żołnierze niemieccy zastrzelili pod Galerią Luxenburga co najmniej 10 Polaków. Prawdopodobnie jedną z ofiar był ks. Stanisław Trzeciak – proboszcz parafii pw. św. Antoniego z Padwy. |
| Senatorska 31      | ul. Senatorska 33                         | Na ścianie kościoła św. Antoniego z Padwy (od strony Ogrodu Saskiego)         | „Miejsce uświęcone krwią Polaków poległych za wolność ojczyzny. W tym miejscu hitlerowcy rozstrzelali dnia 3 sierpnia 1944 r. 80 osób dnia 15 sierpnia 1944 r. 70 osób” | Tablica upamiętnia ofiary egzekucji przeprowadzanych przez Niemców w czasie powstania warszawskiego. W pierwszej dekadzie sierpnia 1944 na terenie kościoła św. Antoniego z Padwy masowo rozstrzeliwano polskich cywilów. Między 8 a 10 sierpnia miały tam miejsce co najmniej trzy zbiorowe egzekucje, w których zginęło ponad 110 Polaków. Napis na tablicy zawiera liczne błędy (Niemcy wkroczyli na ten teren dopiero 7 sierpnia). |
| Senatorska 38      | ul. Senatorska 38                         | Na bocznej ścianie budynku Domu Bankowego Wilhelma Landaua                    | „Miejsce uświęcone krwią Polaków poległych za wolność ojczyzny. Tu 7 i 14 sierpnia 1944 hitlerowcy rozstrzelali 30 Polaków” | Tablica upamiętnia ofiary zbrodni popełnionej przez Niemców w czasie powstania warszawskiego. Na terenie Szpitala Maltańskiego kryminaliści z pułku Dirlewangera zamordowali w dwóch egzekucjach ok. 30 Polaków (7 i 14 sierpnia 1944). |
| Słonimskiego       | ul. Słomińskiego róg Dawidowskiego        | Wolno stojąca (pod wiaduktem)                                                 | „Miejsce uświęcone krwią Polaków poległych za wolność ojczyzny. Tu dn. 20-X-1943 r. hitlerowcy rozstrzelali 20 Polaków” | Tablica upamiętnia ofiary egzekucji ulicznej dokonanej w okresie rządów Franza Kutschery. 20 października 1943 przy wiadukcie w pobliżu Dworca Gdańskiego Niemcy rozstrzelali 20 polskich zakładników. |
| Solec 41           | ul. Solec 41                              | Wolno stojąca (na skraju parku, nieopodal pomnika „Chwała Saperom”            | „Miejsce uświęcone krwią Polaków poległych za wolność ojczyzny. Tu w dniu 18 września 1944 r. w szpitalu powstańczym hitlerowcy rozstrzelali 60 rannych Polaków” | Tablica upamiętnia ofiary zbrodni popełnionej przez Niemców podczas walk na Powiślu Czerniakowskim. 18 września 1944 Niemcy podpalili powstańczy szpital urządzony w domu przy ul. Solec 41. W płomieniach lub od niemieckich kul zginęło około 60 rannych oraz kilka sanitariuszek. |
| Solec 63           | ul. Solec 63                              | Na fragmencie muru                                                            | „Miejsce uświęcone krwią Polaków poległych za wolność ojczyzny. Tu 30 września 1943 hitlerowcy rozstrzelali 34 więźniów Pawiaka” | Tablica upamiętnia ofiary egzekucji ulicznej dokonanej w okresie rządów Franza Kutschery. Podana na tablicy data egzekucji jest błędna. W rzeczywistości kilkudziesięciu więźniów Pawiaka rozstrzelano tam 30 listopada 1943. |
| Solidarności 66    | al. „Solidarności” 66                     | Na ścianie bloku mieszkalnego (od strony ul. Długiej)                         | „Miejsce uświęcone krwią Polaków poległych za wolność ojczyzny. Tu w dniu 31 sierpnia 1944 bomba lotnicza zabiła 200 uczestników powstania” | Tablica upamiętnia ofiary nalotu przeprowadzonego przez lotnictwo niemieckie na powstańczą redutę w ówczesnym Pasażu Simonsa (31 sierpnia 1944). Pod gruzami zburzonego gmachu zginęło ok. 300 osób – w większości żołnierze batalionu AK „Chrobry I” (w tym ranni z batalionowego punktu opatrunkowego). Ofiary tego nalotu upamiętnia jeszcze jedna tablica projektu Tchorka, wolno stojąca na pobliskim zbiegu ul. Długiej z ul. Bohaterów Getta. |
| Solidarności 83    | al. „Solidarności” 83/89                  | Na fragmencie muru                                                            | „Miejsce uświęcone krwią Polaków poległych za wolność ojczyzny. Tu dn. 26.X.1943 r. hitlerowcy rozstrzelali 30 Polaków” | Tablica upamiętnia ofiary egzekucji ulicznej dokonanej w okresie rządów Franza Kutschery. 26 października 1943 przy zbiegu ówczesnej ul. Leszno (dziś al. „Solidarności”) z nieistniejącą obecnie ul. Rymarską rozstrzelano około 30 polskich zakładników. |
| Solidarności 89    | al. „Solidarności” 83/89                  | Na fragmencie muru                                                            | „Miejsce uświęcone krwią Polaków poległych za wolność ojczyzny. Tu dn. 11.XII 1943 r. hitlerowcy rozstrzelali 40 Polaków” | Tablica upamiętnia ofiary egzekucji ulicznej dokonanej w okresie rządów Franza Kutschery. 11 grudnia 1943 pod domem nr 5 przy ówczesnej ul. Leszno rozstrzelano 27 więźniów Pawiaka. |
| Mury               | Staromiejskie mury obronne                | Na murze wewnętrznym, nieopodal ul. Wąski Dunaj                               | „Miejsce uświęcone krwią Polaków poległych za wolność ojczyzny. Tu w dniu 2 września 1944 hitlerowcy rozstrzelali 30 osób” | Tablica upamiętnia pacjentów powstańczych szpitali, wziętych do niewoli i rozstrzelanych przez Niemców po upadku Starego Miasta (2 września 1944). W rejonie Międzymurze – ul. Wąski Dunaj zamordowano wówczas co najmniej 70 osób. |
| Szucha             | al. Szucha 25                             | Na ścianie gmachu MEN                                                         | „Miejsce uświęcone krwią Polaków poległych za wolność ojczyzny. W podziemiach tego gmachu zamienionego w latach 1939–1944 na siedzibę Gestapo hitlerowcy torturowali i zabijali patriotów polskich” | Tablica upamiętnia ofiary tortur i morderstw dokonywanych w gmachu przedwojennego Ministerstwa Wyznań Religijnych i Oświecenia Publicznego, w którym w okresie okupacji mieściła się siedziba warszawskiego Gestapo. |
| Tamka              | ul. Tamka 3                               | Na ścianie budynku (od strony ul. Smulikowskiego)                             | „Miejsce uświęcone krwią Polaków poległych za wolność ojczyzny. Tu w szpitalu powstańczym III Zgrupowania AK »Konrad« 6 września 1944 roku hitlerowcy zamordowali 7 ciężko rannych żołnierzy wraz z ich kapelanem oraz przy pobliskiej barykadzie około 30 mieszkańców Powiśla”                                                       | Tablica upamiętnia ofiary zbrodni popełnionej przez Niemców po upadku Powiśla. 6 września 1944 w powstańczym szpitalu urządzonym w piwnicach budynku firmy „Alfa-Laval” kryminaliści z pułku Dirlewangera zamordowali co najmniej 7 pacjentów oraz opiekującego się nimi zakonnika. Przy pobliskiej barykadzie rozstrzelali także ok. 30 polskich mężczyzn, wykorzystywanych wcześniej w charakterze „żywej tarczy”. Zamordowanym duchownym, o którym wspomina napis na tablicy, był o. Michał Czartoryski OP – kapelan Zgrupowania AK „Konrad”, od 1999 błogosławiony Kościoła katolickiego.                                               |
| Opera              | pl. Teatralny 1                           | Na ścianie gmachu Teatru Wielkiego                                            | „Miejsce uświęcone krwią Polaków poległych za wolność ojczyzny. Dnia 8 sierpnia 1944 roku w ruinach Teatru Wielkiego hitlerowcy rozstrzelali 350 Polaków” | Tablica upamiętnia ofiary masowych egzekucji przeprowadzanych przez Niemców w czasie powstania warszawskiego. W dniach 8–9 sierpnia 1944 w ruinach zbombardowanego we wrześniu 1939 gmachu Opery Narodowej kryminaliści z pułku Dirlewangera rozstrzeliwali mieszkańców okolicznych domów. Zginęło wówczas ok. 350 polskich mężczyzn. |
| Bagatela           | Al. Ujazdowskie róg Bagateli              | Wolno stojąca                                                                 | „Miejsce uświęcone krwią Polaków poległych za wolność ojczyzny. Tu 2 i 3 sierpnia 1944 roku na terenie ogrodu hitlerowcy rozstrzelali kilkuset ludzi” | Tablica upamiętnia ofiary masowych egzekucji przeprowadzanych w pierwszych dniach powstania warszawskiego na terenie Ogródka Jordanowskiego przy ul. Bagatela. W sierpniu i wrześniu 1944 na terenie Ogródka Jordanowskiego i w pobliskich ruinach Generalnego Inspektoratu Sił Zbrojnych Niemcy zamordowali co najmniej 5000 Polaków. |
| Ujazdowskie        | Al. Ujazdowskie 21                        | Na ścianie gmachu Ambasady Węgier                                             | „Miejsce uświęcone krwią Polaków poległych za wolność ojczyzny. Tu dn. 2 II 1944 hitlerowcy rozstrzelali 300 Polaków” | Tablica upamiętnia ofiary odwetowej egzekucji ulicznej przeprowadzonej przez Niemców dzień po udanym zamachu na Franza Kutscherę. Liczba ofiar, o której informuje napis na tablicy, jest błędna, gdyż obejmuje wszystkich zakładników straconych tego dnia w różnych punktach miasta. W rzeczywistości w Al. Ujazdowskich rozstrzelano ok. 100 więźniów Pawiaka, a pozostałych 200 zakładników potajemnie zamordowano w ruinach getta. |
| Dunaj              | ul. Wąski Dunaj 7                         | Na ścianie kamienicy (od strony ul. Rycerskiej)                               | „Miejsce uświęcone krwią Polaków poległych za wolność ojczyzny. Tu 2 września 1944 hitlerowcy rozstrzelali 70 Polaków” | Tablica upamiętnia pacjentów powstańczych szpitali, wziętych do niewoli i rozstrzelanych przez Niemców po upadku Starego Miasta (2 września 1944). W rejonie Międzymurze – ul. Wąski Dunaj zamordowano wówczas co najmniej 70 osób. |
| Wierzbowa 9        | ul. Wierzbowa 9                           | Na ścianie budynku                                                            | „Miejsce uświęcone krwią Polaków poległych za wolność ojczyzny. Tu 14 grudnia 1943 hitlerowcy rozstrzelali 130 Polaków” | Tablica upamiętnia ofiary egzekucji ulicznej dokonanej w okresie rządów Franza Kutschery. 14 grudnia 1943 rozstrzelano w tym miejscu ok. 70 więźniów Pawiaka. |
| Wierzbowa 11       | ul. Wierzbowa 11                          | Na frontowej ścianie budynku                                                  | „Miejsce uświęcone krwią Polaków poległych za wolność ojczyzny. Tu 11 grudnia 1943 hitlerowcy rozstrzelali Polaków” | W źródłach historycznych brak informacji nt. upamiętnionych tą tablicą wydarzeń. Prawdopodobnie tablica znalazła się w tym miejscu na skutek pomyłki, gdyż jedyna jawna egzekucja zakładników w rejonie ul. Wierzbowej miała miejsce 14 grudnia 1943 i jest upamiętniona osobną tablicą. Pierwotnie napis na tablicy informował o rozstrzelaniu 100 Polaków (obecnie liczba 100 jest zacementowana). |
| Wierzbowa 11P      | ul. Wierzbowa 11                          | Na ścianie budynku (od strony podwórza)                                       | „Miejsce uświęcone krwią Polaków poległych za wolność ojczyzny. Tu dn. 12 listopada 1942 roku hitlerowcy rozstrzelali Polaków” | Tablica upamiętnia miejsce, gdzie 12 listopada 1942 niemieccy żandarmi zastrzelili trzech polskich mężczyzn . |
| Wilanowska         | ul. Wilanowska 6                          | Na ścianie budynku                                                            | „Miejsce uświęcone krwią Polaków poległych za wolność ojczyzny. Tu 2 sierpnia 1944 hitlerowcy rozstrzelali 14 Polaków” | W źródłach historycznych brak informacji nt. upamiętnionych tą tablicą wydarzeń. Mało prawdopodobne, aby jakakolwiek egzekucja miała tam miejsce w drugim dniu powstania warszawskiego, gdyż Niemcy zajęli ten odcinek ulicy dopiero 21 września 1944. Być może dom przy ul. Wilanowskiej 6 pomylono z domem przy al. Wilanowskiej 6, gdzie 2 sierpnia 1944 Niemcy rzeczywiście rozstrzelali ok. 13–14 polskich mężczyzn. |
| Zamkowy            | pl. Zamkowy 15/19                         | Na ścianie kamienicy                                                          | „Miejsce uświęcone krwią Polaków poległych za wolność ojczyzny. Tu w dniu 2 września 1944 hitlerowcy rozstrzelali 50 osób” | Tablica upamiętnia ok. 50 pacjentów powstańczych szpitali oraz cztery towarzyszące im sanitariuszki, których Niemcy wzięli do niewoli po upadku Starego Miasta, a następnie rozstrzelali na pl. Zamkowym (2 września 1944). |

### Targówek
| Zdjęcie     | Lokalizacja                   | Typ                                              | Napis | Upamiętnione wydarzenie |
| ----------- | ----------------------------- | ------------------------------------------------ | --- | --- |
| Ziemowita   | ul. Księcia Ziemowita 42      | Na fragmencie muru                               | „Miejsce uświęcone krwią Polaków poległych za wolność ojczyzny. Tu 1 sierpnia 1944 hitlerowcy rozstrzelali 31 powstańców”              | Tablica upamiętnia ofiary zbrodni popełnionej przez Niemców w czasie powstania warszawskiego. Wieczorem 1 sierpnia 1944, po odparciu powstańczego ataku na pobliski budynek szkół powszechnych nr 116 i 117 przy ul. Mieszka I 7, żołnierze niemieccy przystąpili do pacyfikacji Targówka Fabrycznego. Jedna z największych egzekucji miała miejsce przy ul. Księcia Ziemowita 42, gdzie rozstrzelano 31 polskich mężczyzn. |
| Odrowąża    | ul. Odrowąża                  | Wolno stojąca (przy murze cmentarza żydowskiego) | „Miejsce uświęcone krwią Polaków poległych za wolność ojczyzny. Tu od 23 do 27 sierpnia 1944 hitlerowcy rozstrzelali 40 osób”          | Tablica upamiętnia ofiary egzekucji przeprowadzanych przez Niemców w czasie powstania warszawskiego. Między 23 a 27 sierpnia 1944 pod murem cmentarza żydowskiego na Bródnie rozstrzeliwano Polaków podejrzewanych o udział w powstaniu. W kilku egzekucjach Niemcy zamordowali tam ok. 40 polskich cywilów (w tym kobiety, dzieci oraz księdza rzymskokatolickiego).                                                       |
| Żaba        | Rondo Żaba                    | Wolno stojąca (przy nasypie kolejowym)           | „Miejsce uświęcone krwią Polaków poległych za wolność ojczyzny. Tu dnia 4 maja 1944 r. hitlerowcy rozstrzelali 17 osób”                | Tablica upamiętnia polskich więźniów politycznych, potajemnie rozstrzelanych przez Niemców w ostatnich miesiącach okupacji (według jednego ze źródeł ofiarami byli żołnierze AK – mieszkańcy Targówka). |
| Spytka      | ul. Spytka z Melsztyna        | Na murze                                         | „Miejsce uświęcone krwią Polaków poległych za wolność ojczyzny. Tu w dniu 1 sierpnia 1944 r. hitlerowcy zamordowali 10 osób”           | Tablica upamiętnia ofiary zbrodni popełnionej przez Niemców w czasie powstania warszawskiego. 1 sierpnia 1944 przy ul. Kraśnickiej 2 (nieopodal torów kolejowych) żołnierze niemieccy rozstrzelali ok. 10–12 polskich mężczyzn podejrzewanych o udział w powstaniu. |
| Toruńska    | ul. Toruńska róg Wysockiego   | Wolno stojąca                                    | „Miejsce uświęcone krwią Polaków poległych za wolność ojczyzny. Tu 10 października 1942 r. hitlerowcy powiesili 16 więźniów z Pawiaka” | Tablica upamiętnia ofiary publicznej egzekucji dokonanej przez Niemców w odwecie za akcję dywersyjną AK wymierzoną w warszawski węzeł kolejowy. W pięciu punktach miasta powieszono wówczas 50 więźniów Pawiaka. Z powodu omyłkowej zamiany liczb napis na tablicy zawiera błędne informacje. W rzeczywistości egzekucja miała bowiem miejsce 16 października 1942, a na Pelcowiźnie powieszono wówczas 10 Polaków.         |
| Wysockiego  | ul. Wysockiego róg Toruńskiej | Na fragmencie muru                               | „Miejsce uświęcone krwią Polaków poległych za wolność ojczyzny. Tu 2 sierpnia 1944 r. hitlerowcy rozstrzelali 9 Polaków”               | Tablica upamiętnia ofiary zbrodni popełnionej przez Niemców w czasie powstania warszawskiego. 2 sierpnia 1944 rozstrzelano w tym miejscu 9 polskich mężczyzn – mieszkańców domu przy ul. Marywilskiej 3. |
| Zabraniecka | ul. Zabraniecka               | Wolno stojąca (w pobliżu wlotu ul. Utrata)       | „Cześć ich pamięci. Tu w latach 1942–1943 hitlerowcy dokonali mordu na 600 Żydach”                                                     | Tablica upamiętnia Żydów zmuszanych do niewolniczej pracy i mordowanych w niemieckich warsztatach kolejowych i wojskowych na Bródnie, Żeraniu i Pelcowiźnie. W latach 1942–1943 Niemcy zamordowali w rejonie ul. Zabranieckiej około 600 osób narodowości żydowskiej. |

### Ursynów
| Zdjęcie      | Lokalizacja                                                       | Typ           | Napis | Upamiętnione wydarzenie |
| ------------ | ----------------------------------------------------------------- | ------------- | --- | --- |
| Moczydłowska | Las Kabacki, przedłużenie ul. Tukana w pobliżu ul. Moczydłowskiej | Wolno stojąca | „Miejsce uświęcone krwią Polaków poległych za wolność ojczyzny. Tu w czasie okupacji hitlerowcy rozstrzelali 50 gwardzistów oraz około 100 powstańców i osób cywilnych” | W okresie niemieckiej okupacji Las Kabacki – w tym okolice leśnej drogi prowadzącej z Dąbrówki do Moczydła – stanowił miejsce potajemnych egzekucji polskich więźniów politycznych. Ofiary były przywożone z Warszawy bądź z innych miejscowości Mazowsza. Podczas prac ekshumacyjnych, prowadzonych po wojnie na terenie lasu, odnaleziono zwłoki 112 osób rozstrzelanych w zbiorowych egzekucjach w latach 1939–1944 oraz zwłoki 21 osób straconych w egzekucjach indywidualnych (w czasie okupacji lub podczas powstania warszawskiego). Ze względu na fakt, iż nie udało się odnaleźć kilku mogił, o których istnieniu wspominali świadkowie, liczba Polaków rozstrzelanych w Lesie Kabackim mogła sięgać kilkuset. |
| Rybałtów     | Las Kabacki, w pobliżu ul. Rybałtów                               | Wolno stojąca | „Miejsce uświęcone krwią Polaków poległych za wolność ojczyzny. Tu w latach 1939–1944 hitlerowcy rozstrzelali kilkuset Polaków”                                         | Tablica w pobliżu ul. Rybałtów również upamiętnia polskich więźniów politycznych rozstrzeliwanych przez Niemców w Lesie Kabackim. Została postawiona w miejscu, gdzie odnaleziono jedną ze zbiorowych mogił. |

### Wawer
| Zdjęcie | Lokalizacja                    | Typ           | Napis | Upamiętnione wydarzenie |
| ------- | ------------------------------ | ------------- | --- | --- |
| Kajki   | ul. Kajki 39                   | Wolno stojąca | „Miejsce uświęcone krwią Polaków poległych za wolność ojczyzny. Tu w kwietniu 1942 roku hitlerowcy rozstrzelali 12 więźniów z Pawiaka” | 26 lutego 1942 zabito lub zraniono kilku niemieckich policjantów przeprowadzających aresztowania przy ul. VIII Poprzecznej w Aninie (według niektórych źródeł sprawcą czynu był 19-letni Leszek Kopaliński, inne wskazują na niezidentyfikowanych polskich konspiratorów). W odwecie 29 kwietnia 1942, w lesie położonym naprzeciwko skrzyżowania ulic VIII Poprzecznej i Królewskiej (obecnie ul. Michała Kajki), Niemcy rozstrzelali 12 Polaków. Podana na tablicy informacja o rozstrzelaniu więźniów Pawiaka jest błędna, gdyż w rzeczywistości ofiarą egzekucji padli więźniowie przywiezieni z aresztu przy ul. Daniłowiczowskiej w Warszawie. |
| KajkiH  | ul. Kajki róg VIII Poprzecznej | Wolno stojąca | „Cześć ich pamięci. Tu w lipcu 1942 roku hitlerowcy rozstrzelali 45 Żydów”                                                             | Tablica upamiętnia ofiary likwidacji getta w Rembertowie. Podczas przemarszu na stację kolejową w Falenicy (skąd mieszkańcy rembertowskiego getta mieli być wywiezieni obozu zagłady w Treblince) kilkudziesięciu Żydów podjęło w tym miejscu próbę ucieczki. Wszyscy zostali zastrzeleni przez niemiecką eskortę. Podana na tablicy data jest błędna – w rzeczywistości tragedia miała bowiem miejsce 20 sierpnia 1942. Dwie pozostałe tablice projektu Tchorka upamiętniające Żydów z getta w Rembertowie znajdują się przy ul. Markietanki róg Cyrulików (Rembertów) oraz przy ulicy Okuniewskiej (Wesoła).                                       |

### Wesoła
| Zdjęcie    | Lokalizacja    | Typ                                                             | Napis                                                                                       | Upamiętnione wydarzenie |
| ---------- | -------------- | --------------------------------------------------------------- | ------------------------------------------------------------------------------------------- | --- |
| Okuniewska | ul. Okuniewska | Wolno stojąca (w lesie, przy wiadukcie/nasypie linii kolejowej) | „Cześć ich pamięci. Na tym terenie w sierpniu 1942 hitlerowcy dokonali mordu na 300 Żydach” | Tablica upamiętnia kilkuset Żydów zamordowanych podczas likwidacji getta w Rembertowie. 20 sierpnia 1942 ponad tysiąc mieszkańców getta zostało pognanych pieszo na stację kolejową w Falenicy, skąd tego samego dnia Niemcy wywieźli ich do obozu zagłady w Treblince. Kilkuset niezdolnych do marszu Żydów (starców, chorych, niepełnosprawnych) zabrano natomiast do lasu między Rembertowem a Wesołą i tam rozstrzelano. Dwie pozostałe tablice projektu Tchorka upamiętniające Żydów z getta w Rembertowie znajdują się na rogu ulic Kajki i VIII Poprzecznej w Wawrze oraz przy ul. Markietanki róg Cyrulików w Rembertowie. |

### Wilanów
| Zdjęcie      | Lokalizacja                         | Typ                                                                       | Napis | Upamiętnione wydarzenie |
| ------------ | ----------------------------------- | ------------------------------------------------------------------------- | --- | --- |
| Przyczółkowa | ul. Biedronki 56C                   | Wolno stojąca (po lewej stronie posesji, na ścieżce prowadzącej do stawu) | „Cześć ich pamięci. W 1943 r. na tych terenach hitlerowcy uśmiercili głodem około 400 jeńców radzieckich oraz wielu Żydów i Polaków”                                                               | W miejscu tym znajdowała się filia niemieckiego obozu jenieckiego w Beniaminowie (Stalag 368). Od października do grudnia 1941 przetrzymywani tu sowieccy jeńcy wojenni pracowali przy wale wiślanym. Po dwóch miesiącach z grupy ok. 400 jeńców pozostało przy życiu zaledwie 60. |
| Przyczółkowa | ul. Wiechy 10                       | Wolno stojąca                                                             | „Miejsce uświęcone krwią Polaków poległych za wolność ojczyzny. Pamięci czterech członków konspiracji zbrojnej poległych w dniu 12 maja 1943 roku w walce z żandarmerią hitlerowską”               | Napis na tablicy niezbyt precyzyjnie opisuje upamiętnione wydarzenia i podaje błędną datę. W rzeczywistości 9 maja 1943 miejscowi volksdeutsche usiłowali zatrzymać żołnierzy pułku AK „Baszta” powracających z leśnych ćwiczeń. Jeden kursantów został zastrzelony, a trzech innych schwytano i wydano w ręce niemieckiej żandarmerii, która zamordowała ich na miejscu. W odwecie 26 września 1943 żołnierze AK przeprowadzili w tym rejonie akcję bojowo-represyjną o kryptonimie „Wilanów”. |
| Przyczółkowa | ul. Przyczółkowa róg Klimczaka      | Wolno stojąca                                                             | „Cześć ich pamięci. Tu w maju 1944 roku hitlerowcy rozstrzelali 67 Żydów” | W maju 1944 na Polach Wilanowskich, przy kępie krzewów zwanej „Kopciówką”, okupanci niemieccy rozstrzelali 67 Żydów. Nazwiska ofiar i dokładna data egzekucji nie są znane. |
| Kostki       | ul. Stanisława Kostki-Potockiego 25 | Wolno stojąca                                                             | „Miejsce walki Polaków o wolność ojczyzny. Stąd w styczniu 1945 roku 14 p.p. Ludowego Wojska Polskiego dokonał natarcia na wojska hitlerowskie i uniemożliwił im wysadzenie w powietrze Belwederu” | Tablica upamiętnia działania bojowe prowadzone przez 14. pułk piechoty LWP w czasie operacji wiślańsko-odrzańskiej. W styczniu 1945 pułk sforsował Wisłę pod Wilanowem i wyzwolił południową część Warszawy. |

### Włochy
| Zdjęcie | Lokalizacja       | Typ                | Napis | Upamiętnione wydarzenie |
| ------- | ----------------- | ------------------ | --- | --- |
| Okęcie  | al. Krakowska 172 | Na fragmencie muru | „Miejsce uświęcone krwią Polaków poległych za wolność ojczyzny. Tu dn. 9.XII.1943 r. hitlerowcy rozstrzelali 10 Polaków” | Tablica upamiętnia ofiary egzekucji ulicznej dokonanej w okresie rządów Franza Kutschery. Zdaniem Reginy Domańskiej tego dnia pod domem przy al. Krakowskiej 172 rozstrzelano 25 zakładników. Bezpośredni świadkowie egzekucji oceniali liczbę ofiar na ok. 10. |

### Wola
| Zdjęcie         | Lokalizacja                          | Typ                                                                                        | Napis | Upamiętnione wydarzenie |
| --------------- | ------------------------------------ | ------------------------------------------------------------------------------------------ | --- | --- |
| Bema            | ul. Bema 57A                         | Na fragmencie muru                                                                         | „Miejsce uświęcone krwią Polaków poległych za wolność ojczyzny. Tu dnia 9.VIII.1944 r. hitlerowcy zamordowali 70 Polaków” | Tablica upamiętnia ofiary masakry dokonanej przez Niemców w ostatniej fazie rzezi Woli. W okolicach 9–11 sierpnia 1944 (Piotr Gursztyn podaje 11 sierpnia) niemieccy żandarmi wyciągnęli z tłumu wysiedlanej ludności Warszawy ok. 100 Polaków – starców, osoby kalekie, dzieci, kobiety w ciąży. Zamknięto ich w domu przy ul. Bema 54, na tzw. posesji Kosakiewicza (oznaczonym dla niepoznaki flagą Czerwonego Krzyża). Budynek został następnie podpalony, a wszyscy uwięzieni tam ludzie zginęli w płomieniach lub od niemieckich kul. |
| Chłodna 35      | ul. Chłodna 36                       | Na murku wbudowanym w ogrodzenie posesji, przylegającym do kamienicy przy ul. Chłodnej 34  | „Miejsce uświęcone krwią Polaków poległych za wolność ojczyzny. Tu w pierwszych dniach sierpnia 1944 r. hitlerowcy rozstrzelali 200 osób oraz palili zwłoki sprowadzane z innych miejscowości”                                                                                       | Tablica upamiętnia ofiary zbrodni popełnionej przez Niemców w czasie powstania warszawskiego. Pierwsze egzekucje na terenie ówczesnego gimnazjum kupieckiego Roeslerów miały miejsce 6 sierpnia, w czasie rzezi Woli. W kolejnych tygodniach mordowano tam polskich cywilów wyciągniętych z kolumn wypędzanej ludności Warszawy. Między innymi w pierwszych dniach września 1944 w ruinach szkoły miano rozstrzelać i spalić ok. 200 mieszkańców Starówki, w tym pewną liczbę Żydów. Widoczna na tablicy wzmianka o „innych miejscowościach” jest oczywistą omyłką, chodzi bowiem o ciała przywiezione z innych miejsc egzekucji na terenie Woli. Tablica znajdowała się pierwotnie na ścianie budynku przy ul. Chłodnej 35/37. |
| Chłodna 52      | ul. Chłodna 52                       | Na ścianie budynku                                                                         | „Miejsce uświęcone krwią Polaków poległych za wolność ojczyzny. Tu w sierpniu 1944 hitlerowcy rozstrzelali kilkunastu Polaków” | Tablica upamiętnia polskich cywilów zamordowanych w trakcie rzezi Woli. Między 6 a 18 sierpnia 1944 w bramie domu przy ul. Chłodnej 52/54 Niemcy rozstrzelali kilkanaście osób. Grupę mężczyzn rozstrzelano także przy pobliskim domu Chłodna 58 (8 sierpnia). W kolejnych tygodniach miały tu miejsce pojedyncze egzekucje, których ofiarą padały osoby wyciągnięte z tłumu wysiedlanej ludności Warszawy. |
| Działdowska     | ul. Działdowska 8                    | Na ścianie budynku                                                                         | „Miejsce uświęcone krwią Polaków poległych za wolność ojczyzny. W pierwszych dniach sierpnia 1944 r. ulica Działdowska była miejscem kilku egzekucji zbiorowych. Hitlerowcy spalili tu zwłoki 600 Polaków”                                                                           | Tablica upamiętnia polskich cywilów mordowanych i palonych w tym miejscu w trakcie rzezi Woli. W „czarną sobotę” 5 sierpnia 1944 w domach przy ul. Działdowskiej 3, 5, 8 żołnierze niemieccy zamordowali nieznaną liczbę mieszkańców (wiele ofiar spłonęło żywcem w podpalonych budynkach). Członkowie Verbrennungskommando spalili tam później zwłoki ok. 600 osób, które przywieziono z różnych ulic Woli. |
| Staszica        | ul. Górczewska 5/7/9 róg Staszica    | Wolno stojąca                                                                              | „Miejsce uświęcone krwią Polaków poległych za wolność ojczyzny. Tu 5 sierpnia 1944 hitlerowcy rozstrzelali i spalili około 2000 Polaków” | Tablica upamiętnia polskich cywilów mordowanych i palonych w tym miejscu w trakcie rzezi Woli. W „czarną sobotę” 5 sierpnia 1944 w rejonie tzw. Domu Zakonnic (ul. Górczewska 9) Niemcy zamordowali co najmniej 1000 mieszkańców Woli. |
| Górczewska 14   | ul. Górczewska 14                    | Na ścianie budynku                                                                         | „Miejsce uświęcone krwią Polaków poległych za wolność ojczyzny. Tu dn. 18 i 21-XII-1943 hitlerowcy rozstrzelali 43 Polaków” | Napis informujący o upamiętnianych wydarzeniach zawiera liczne błędy. O ile w okresie rządów Franza Kutschery przy ul. Górczewskiej 14 rzeczywiście przeprowadzono dwie uliczne egzekucje, o tyle miały one miejsce 23 grudnia 1943 oraz 13 stycznia 1944. Ofiary tych zbrodni są upamiętnione osobną tablicą na ścianie domu przy ul. Górczewskiej 15. Egzekucje, o których wspomina napis na tablicy, miały natomiast miejsce w innych punktach Warszawy (18 grudnia) lub brak o nich wzmianek w źródłach historycznych (21 grudnia). |
| Górczewska 15   | ul. Górczewska 15                    | Na ścianie budynku (Kolonia Wawelberga)                                                    | „Miejsce uświęcone krwią Polaków poległych za wolność ojczyzny. Tu 23 grudnia 1943 hitlerowcy rozstrzelali 57 Polaków. 13 stycznia 1944 hitlerowcy rozstrzelali około 300 Polaków”                                                                                                   | Tablica upamiętnia ofiary egzekucji ulicznych dokonanych w okresie rządów Franza Kutschery. Miały one miejsce przy ul. Górczewskiej 14, nieopodal skrzyżowania z ul. Płocką. Liczba ofiar podana na tablicy jest błędna. W rzeczywistości 23 grudnia 1943 i 13 stycznia 1944 rozstrzelano w tym miejscu kolejno ok. 43 i ok. 40 polskich zakładników. |
| Górczewska 32   | ul. Górczewska 32                    | Wolno stojąca (przy skrzyżowaniu z al. Prymasa Tysiąclecia, przed salonem samochodowym)    | „Miejsce uświęcone krwią Polaków poległych za wolność ojczyzny. Tu od 5 do 12 sierpnia 1944 w masowych egzekucjach ludności cywilnej hitlerowcy rozstrzelali 12 000 Polaków, a wśród nich chorych i personel szpitala z ulicy Płockiej”                                              | Tablica upamiętnia miejsce największych egzekucji dokonywanych przez Niemców w trakcie rzezi Woli. Między 5 a 8 sierpnia 1944 na podwórku kamienicy przy zbiegu ul. Górczewskiej z ul. Zagłoby (obecnie nieistniejącą), położonym nieopodal torów kolejowych, Niemcy zamordowali od 4500 do 12 000 mieszkańców Woli. W gronie ofiar znalazło się m.in. ok. 360 pacjentów i pracowników Szpitala Wolskiego przy ul. Płockiej oraz trzech księży pełniących posługę w kościele św. Stanisława Biskupa przy ul. Wolskiej. |
| Karolkowa 49    | ul. Karolkowa 49                     | Na frontonie kościoła pw. św. Klemensa Hofbauera                                           | „Miejsce uświęcone krwią Polaków poległych za wolność ojczyzny. Tu w dniu 6 sierpnia 1944 r. hitlerowcy rozstrzelali około 30 księży rzymskokatolickich” | Tablica upamiętnia 30 księży, braci i kleryków z zakonu redemptorystów zamordowanych przez Niemców w trakcie rzezi Woli. Informacja podana na tablicy jest nieścisła, gdyż w rzeczywistości zdecydowana większość redemptorystów z klasztoru przy ul. Karolkowej (ok. 20–25) zginęła na terenie fabryki Kirchmajera i Marczewskiego przy ul. Wolskiej 79/81. W obrębie klasztoru Niemców zamordowali prawdopodobnie tylko trzech zakonników. |
| Karolkowa 56    | ul. Karolkowa 56                     | Na ścianie gmachu Zespołu Szkół Specjalnych nr 101                                         | „Miejsce uświęcone krwią Polaków poległych za wolność ojczyzny. Tu 5 i 10 sierpnia 1944 r. w licznych egzekucjach hitlerowcy zamordowali i spalili około 1400 mieszkańców Woli w tym wiele młodzieży szkolnej”                                                                       | Tablica upamiętnia ofiary masakry dokonanej przez Niemców trakcie rzezi Woli. W „czarną sobotę” 5 sierpnia 1944 na terenie Szpitala św. Łazarza zamordowano ok. 1200 osób (pacjentów, członków personelu oraz szukających tam schronienia mieszkańców Woli). W gronie ofiar znalazło się m.in. 11 harcerek z drużyny im. Emilii Plater, należących do patrolu sanitarnego Obwodu AK „Wola”, oraz co najmniej 7 sióstr benedyktynek pełniących posługę w szpitalu. Do 2015 roku tablica znajdowała się na ścianie domu przy ul. Karolkowej 53. |
| Karolkowa       | ul. Karolkowa róg al. „Solidarności” | Wolno stojąca                                                                              | „Miejsce uświęcone krwią Polaków poległych za wolność ojczyzny. Tu 6 sierpnia 1944 w masowej egzekucji hitlerowcy rozstrzelali wielu Polaków” | Tablica upamiętnia ofiary masowej egzekucji przeprowadzonej przez Niemców w drugim dniu rzezi Woli. W pobliżu Szpitala św. Łazarza policjanci z grupy Reinefartha rozstrzelali wówczas nieznaną liczbę mieszkańców Woli. |
| Leszno          | ul. Leszno 30                        | Na fragmencie muru                                                                         | „Miejsce uświęcone krwią Polaków poległych za wolność ojczyzny. 6 sierpnia 1944 w szpitalu im. Karola i Marii hitlerowcy zastrzelili 100 Polaków” | Tablica upamiętnia ofiary masakry dokonanej przez Niemców w drugim dniu rzezi Woli. Na terenie szpitala im. Karola i Marii zamordowano wówczas od 100 do 200 Polaków (chorych i członków personelu). |
| Młynarska 2     | ul. Młynarska 2                      | Wolno stojąca (na terenie zajezdni tramwajowej „Wola”)                                     | „Miejsce uświęcone krwią Polaków poległych za wolność ojczyzny. Tu hitlerowcy rozstrzelali 22 października 1943 dziesięciu tramwajarzy i 5 sierpnia 1944 ponad tysiąc tramwajarzy”                                                                                                   | Tablica upamiętnia ofiary egzekucji przeprowadzanych w okolicach zajezdni tramwajowej w okresie okupacji i powstania warszawskiego. 22 października 1943 przy ul. Młynarskiej 2 (róg Wolskiej) Niemcy przeprowadzili uliczną egzekucję, w której rozstrzelano 17 zakładników przywiezionych z Pawiaka. Z kolei w „czarną sobotę” 5 sierpnia 1944 na terenie zajezdni zamordowano ok. 1000 mieszkańców Woli (mężczyzn, kobiety i dzieci). |
| Młynarska 68    | ul. Młynarska 68 róg Sołtyka         | Na murze cmentarza żydowskiego (od strony posesji IV Oddziału Terenowego Straży Miejskiej) | „Miejsce walki i męczeństwa Polaków poległych za wolność ojczyzny. Tu w sierpniu 1944 r. hitlerowcy rozstrzelali mieszkańców okolicznych domów” | Tablica upamiętnia polskich cywilów zamordowanych w trakcie rzezi Woli. W okolicach 7–8 sierpnia 1944 Niemcy rozstrzelali w tym miejscu co najmniej kilkunastu mieszkańców okolicznych domów. Obok tablicy projektu Karola Tchorka zawieszono niewielką tabliczkę z nazwiskami 11 zidentyfikowanych ofiar egzekucji. |
| Mszczonowska    | ul. Mszczonowska 3/5                 | Wolno stojąca                                                                              | „Miejsce uświęcone krwią Polaków poległych za wolność ojczyzny. Tu 16 października 1942 hitlerowcy powiesili 10 patriotów polskich »zakładników« za akcję wysadzenia torów kolejowych”                                                                                               | Tablica upamiętnia ofiary publicznej egzekucji dokonanej przez Niemców w odwecie za akcję dywersyjną AK wymierzoną w warszawski węzeł kolejowy. 16 października 1942 w pięciu punktach miasta powieszono 50 więźniów Pawiaka. Dziesięciu zakładników zostało powieszonych w pobliżu przejazdu kolejowego przy ul. Mszczonowskiej. Nieopodal tablicy znajduje się autentyczna szubienica z czasów okupacji. |
| Szymańskiego    | Park im. Edwarda Szymańskiego        | Wolno stojąca                                                                              | „Miejsce uświęcone krwią poległych za wolność ojczyzny. Tu 5 i 8 sierpnia 1944 r. w masowych egzekucjach ludności cywilnej hitlerowcy rozstrzelali około 4000 mieszkańców Woli z domów przy ul. Wolskiej 112, 114, 115, 117, 119, 120, 121, 123, 124, 126 i 128 oraz z Elekcyjnej 8” | Tablica upamiętnia ofiary masowych egzekucji przeprowadzanych przez Niemców w trakcie rzezi Woli. W „czarną sobotę” 5 sierpnia 1944 na placu przed ówczesną kuźnią przy ul. Wolskiej 122/124 zamordowano co najmniej 720 Polaków (mężczyzn, kobiety i dzieci). |
| Sowińskiego     | Park im. gen. Józefa Sowińskiego     | Wolno stojąca                                                                              | „Miejsce uświęcone krwią Polaków poległych za wolność ojczyzny. W tym parku w sierpniu 1944 r. hitlerowcy rozstrzelali 1500 osób oraz spalili zwłoki około 6000 mieszkańców Woli” | Tablica upamiętnia ofiary masowych egzekucji przeprowadzanych przez Niemców w trakcie rzezi Woli. W „czarną sobotę” 5 sierpnia 1944 na terenie Parku Sowińskiego rozstrzelano ok. 1500 Polaków. W kolejnych dniach Verbrennungskommando spaliło tam ciała 6000 ofiar, które przywieziono z różnych ulic Woli. |
| Płocka          | ul. Płocka 25                        | Na ścianie budynku                                                                         | „Miejsce uświęcone krwią Polaków poległych za wolność ojczyzny. Tu w sierpniu 1944 hitlerowcy rozstrzelali około 300 Polaków” | Tablica upamiętnia ofiary masowych egzekucji dokonywanych przez Niemców w czasie rzezi Woli. W pierwszych dniach sierpnia 1944 na terenie posesji przy ul. Płockiej nr 23 i 25 rozstrzelano co najmniej 280 Polaków (mężczyzn, kobiety i dzieci). |
| Siedmiogrodzka  | ul. Siedmiogrodzka 5                 | Na ścianie budynku                                                                         | „Miejsce uświęcone krwią Polaków poległych za wolność ojczyzny. Tu w sierpniu 1944 hitlerowcy rozstrzelali ponad 500 mieszkańców Woli i tramwajarzy” | Tablica upamiętnia ok. 500 polskich cywilów (w większości kobiety), których w „czarną sobotę” 5 sierpnia 1944 żołnierze niemieccy wyprowadzili z terenu fabryki K. Franaszka, a następnie rozstrzelali na terenie pobliskiej zajezdni tramwajowej. |
| Solidarności 84 | al. „Solidarności” 84                | Wolno stojąca                                                                              | „Miejsce uświęcone krwią Polaków poległych za wolność ojczyzny. Pamięci 27 patriotów straconych przez hitlerowców w dniu 11.II.1944 roku” | Tablica upamiętnia 27 więźniów Pawiaka straconych w odwecie za udany zamach na Franza Kutscherę. Wszystkie ofiary powieszono na balkonach spalonego domu naprzeciwko gmachu sądów na Lesznie. |
| Solidarności 90 | al. „Solidarności” 90                | Na ścianie gmachu Urzędu Dzielnicy Wola                                                    | „Miejsce uświęcone krwią Polaków walczących wolność. Tu dn 16 IX 1944 hitlerowcy rozstrzelali kilkudziesięciu Polaków” | Ówczesną ul. Leszno przebiegała trasa, którą wypędzana ludność Warszawy była prowadzona do punku zbornego w kościele św. Wojciecha, a stamtąd na Dworzec Zachodni. Tablica upamiętnia ok. 30 mieszkańców Starówki, których wyciągnięto z tłumu uchodźców, a następnie rozstrzelano w tym miejscu w dniu 16 września 1944. |
| Sowińskiego 28  | ul. Sowińskiego 28                   | Na fragmencie muru                                                                         | „Miejsce uświęcone krwią Polaków poległych za wolność ojczyzny. Tu 1 sierpnia 1944 hitlerowcy rozstrzelali 8 Polaków” | Tablica upamiętnia ośmiu przechodniów, zatrzymanych i rozstrzelanych przez Niemców na kilka godzin przed wybuchem powstania warszawskiego. Zbrodni dokonano w odwecie za wcześniejszą potyczkę z grupką żołnierzy AK. |
| Towarowa 2      | ul. Towarowa 2                       | Wolno stojąca (przed hotelem Kyriad Prestige)                                              | „Miejsce uświęcone krwią Polaków poległych za wolność ojczyzny. Tu w dniu 31 grudnia 1943 r. hitlerowcy rozstrzelali 43 Polaków” | Tablica upamiętnia ofiary egzekucji ulicznej dokonanej w okresie rządów Franza Kutschery. 31 grudnia 1943 rozstrzelano w tym miejscu kilkudziesięciu więźniów Pawiaka. Jedną z ofiar był prawdopodobnie Ludomir Marczak – kompozytor i działacz socjalistyczny aresztowany za ukrywanie Żydów. |
| Towarowa 30     | ul. Towarowa 30 róg Kotlarskiej      | Wolno stojąca                                                                              | „Miejsce uświęcone krwią Polaków poległych za wolność ojczyzny. W dniach 5–6 VIII 1944 r. hitlerowcy rozstrzelali w tym miejscu 120 osób” | Tablica upamiętnia ofiary egzekucji przeprowadzonej przez Niemców w trakcie rzezi Woli. Około 6 sierpnia 1944 na podwórzu pobliskiego domu przy ul. Krochmalnej 90 (obecnie Jaktorowska 4) zamordowano co najmniej 34 osoby. |
| Towarowa        | ul. Towarowa róg Łuckiej             | Wolno stojąca (na pasie zieleni przy torach tramwajowych)                                  | „Miejsce uświęcone krwią Polaków poległych za wolność ojczyzny. Tu w roku 1943 hitlerowcy rozstrzelali około 30 zakładników” | Tablica upamiętnia ofiary egzekucji ulicznej dokonanej w okresie rządów Franza Kutschery. Miała ona miejsce 30 października 1943 i zginęło w niej ok. 10 więźniów Pawiaka. |
| Wolska 2        | ul. Wolska 2/4/6                     | Wolno stojąca                                                                              | „Miejsce uświęcone krwią Polaków poległych za wolność ojczyzny. Tu 7 sierpnia 1944 hitlerowcy rozstrzelali 500 Polaków chorych ze szpitala, lekarzy i mieszkańców Woli” | Tablica upamiętnia ofiary masowych egzekucji przeprowadzanych przez Niemców w trakcie rzezi Woli. W dniach 5–10 sierpnia 1944 na terenie tzw. Fundacji Staszica przy ul. Wolskiej 2/4 oraz w fabryce pasów przy ul. Wolskiej 6 zamordowano ok. 600 Polaków. |
| Wolska 27       | ul. Wolska 27/29                     | Na ścianie pałacyku Biernackich                                                            | „Miejsce uświęcone krwią Polaków poległych za wolność ojczyzny. W sierpniu 1944 roku przy ul. Wolskiej pod nr. 29 oraz pod nr. 4/6/8 hitlerowcy wymordowali około 3200 osób” | Tablica upamiętnia ofiary masowych egzekucji przeprowadzanych przez Niemców w trakcie rzezi Woli. W pobliżu pałacyku Biernackich rozstrzelano wówczas co najmniej 600 osób. Masowe egzekucje miały także miejsce na sąsiednich posesjach. |
| Wolska 37       | ul. Wolska 37                        | Na ścianie Wojewódzkiego Szpitala Zakaźnego                                                | „Miejsce uświęcone krwią Polaków poległych za wolność ojczyzny. W czasie od 5 sierpnia do końca września 1944 r. hitlerowcy dokonali w tym szpitalu licznych mordów” | Szpital Zakaźny św. Stanisława był jedynym szpitalem na terenie dzielnicy, który uniknął masakry podczas rzezi Woli. Niemniej na jego terenie Niemcy zamordowali ok. 20 osób. Szpital służył także przez pewien czas jako kwatera Oskara Dirlewangera. Na podwórzu znajduje się tablica innego typu, upamiętniająca dwóch młodych powstańców powieszonych przez Niemców kilka dni po zajęciu szpitala. |
| Wolska 43       | ul. Wolska 43                        | Na fragmencie muru                                                                         | „Miejsce uświęcone krwią Polaków poległych za wolność ojczyzny. Tu 5 sierpnia 1944 hitlerowcy rozstrzelali około 1000 Polaków” | Tablica upamiętnia ofiary masowych egzekucji przeprowadzanych przez Niemców w trakcie rzezi Woli. Między 5 a 8 sierpnia 1944 na terenie fabryki K. Franaszka zamordowano co najmniej 4000 mężczyzn, kobiet i dzieci. Tablica jest umieszczona na zachowanym fragmencie muru fabrycznego. Obok niej od lipca 2018 wisi druga tablica Tchorka upamiętniająca tę zbrodnię, wcześniej zainstalowana na ścianie jednego z budynków dawnej fabryki . |
| Wolska 45       | ul. Wolska 43                        | Na fragmencie muru                                                                         | „Miejsce uświęcone krwią Polaków poległych za wolność ojczyzny. W tym miejscu od 4 sierpnia do 15 października 1944 r. hitlerowcy rozstrzelali i spalili około 6000 mieszkańców Woli”                                                                                                | Jest to druga tablica upamiętniająca ofiary masowych egzekucji przeprowadzanych w trakcie rzezi Woli na terenie fabryki K. Franaszka. Do lipca 2018 znajdowała się na szczytowej ścianie jednego z budynków dawnych Warszawskich Zakładów Fotochemicznych „Foton” . |
| Wolska 55       | ul. Wolska 55                        | Wolno stojąca (przy skrzyżowaniu z ul. Płocką)                                             | „Miejsce uświęcone krwią Polaków poległych za wolność ojczyzny. Tu 5 sierpnia 1944 na terenie fabryki Ursus w miejscu masowej egzekucji hitlerowcy rozstrzelali około 7000 Polaków”                                                                                                  | Tablica upamiętnia ofiary masowych egzekucji przeprowadzanych przez Niemców w trakcie rzezi Woli. W „czarną sobotę” 5 sierpnia 1944 na terenie fabryki „Ursus” zamordowano co najmniej 6000 Polaków. W gronie ofiar znalazła się m.in. trójka dzieci Wandy Lurie. |
| Wolska 58       | ul. Wolska 58                        | Na ścianie budynku                                                                         | „Miejsce uświęcone krwią Polaków poległych za wolność ojczyzny. Tu 10 sierpnia 1944 hitlerowcy rozstrzelali około 20 Polaków” | Tablica upamiętnia ok. 20 mężczyzn i kobiet, których Niemcy wyciągnęli z tłumu wypędzanej ludności Warszawy, a następnie rozstrzelali pod murem fabryki makaronu i sztucznej kawy „Bramenco”. Pięć dni wcześniej, w „czarną sobotę” 5 sierpnia 1944, zamordowano w tym miejscu ok. 500 mieszkańców Woli. |
| Wolska 68       | ul. Wolska 68/72                     | Na ścianie budynku (od strony ul. Syreny)                                                  | „Miejsce uświęcone krwią Polaków poległych za wolność ojczyzny. Tu 21 i 23 grudnia 1943 w masowych egzekucjach hitlerowcy rozstrzelali wielu Polaków” | Tablica upamiętnia polskich zakładników rozstrzelanych w tym miejscu w okresie rządów Franza Kutschery. Napis na tablicy zawiera błędne informacje, gdyż w rzeczywistości egzekucja więźniów Pawiaka miała tam miejsce wyłącznie 18 grudnia 1943 (dokładna liczba ofiar nie jest znana). |
| Wolska 76       | ul. Wolska 74/76                     | Na frontonie kościoła św. Stanisława parafii św. Wojciecha                                 | „Miejsce uświęcone krwią Polaków poległych za wolność ojczyzny. W tym kościele w czasie powstania warszawskiego hitlerowcy urządzili obóz przejściowy dla ewakuowanej ludności dokonując masowych egzekucji”                                                                         | Począwszy od 6 sierpnia 1944 na terenie kościoła funkcjonował największy w Warszawie punkt zborny dla wypędzanej ludności stolicy. W okresie powstania przeszło przezeń ok. 90 000 warszawiaków. W pobliżu kościoła Niemcy zamordowali ok. 400 osób. |
| Wolska 77       | ul. Wolska 77/81                     | Wolno stojąca                                                                              | „Miejsce uświęcone krwią Polaków poległych za wolność ojczyzny. Tu 6 i 8 sierpnia 1944 hitlerowcy rozstrzelali około 4000 Polaków – uczestników powstania oraz mieszkańców okolicznych domów”                                                                                        | Tablica upamiętnia ofiary masowych egzekucji przeprowadzanych przez Niemców w trakcie rzezi Woli. 6 sierpnia 1944 na terenie pobliskiej fabryki Kirchmajera i Marczewskiego rozstrzelano co najmniej 2000 Polaków. W gronie ofiar znalazło się m.in. co najmniej 20 redemptorystów z klasztoru przy ul. Karolkowej 49. |
| Wolska 102      | ul. Wolska 102/104                   | Wolno stojąca                                                                              | „Miejsce uświęcone krwią Polaków poległych za wolność ojczyzny. Miejsce męczeńskiej śmierci 2500 mieszkańców okolicznych domów, zamordowanych w pierwszych dniach sierpnia 1944 roku”                                                                                                | Tablica upamiętnia ofiary masakry dokonanej przez Niemców trakcie rzezi Woli. W „czarną sobotę” 5 sierpnia 1944 na terenie tzw. Domów Hankiewicza przy ul. Wolskiej 105/109 zamordowano ok. 2000 mężczyzn, kobiet i dzieci. Po drugiej stronie ulicy Niemcy zamordowali kolejnych kilkaset osób (mieszkańców domów przy ul. Wolskiej nr 100 i 102/104). |
| Wolska 138      | ul. Wolska 138/140                   | Wolno stojąca (na zboczu wału przy cerkwi)                                                 | „Miejsce uświęcone krwią Polaków poległych za wolność ojczyzny. Tu 5 sierpnia 1944 r. hitlerowcy rozstrzelali 60 osób oraz na cmentarzu spalili około 1500 zwłok zamordowanych mieszkańców Woli”                                                                                     | Tablica upamiętnia ofiary masowych egzekucji przeprowadzanych przez Niemców w trakcie rzezi Woli. W „czarną sobotę” 5 sierpnia 1944 na zboczu wału przy cmentarzu prawosławnym rozstrzelano kilkadziesiąt osób, w tym archimandrytę Teofana oraz innych duchownych i mieszkańców domu parafialnego. Masowych zbrodni Niemcy dopuścili się także na samym cmentarzu oraz w prawosławnym sierocińcu przy ul. Wolskiej 149. |
| Wolska 140      | ul. Wolska 138/140                   | Wolno stojąca (na cmentarzu prawosławnym)                                                  | „Miejsce uświęcone męczeństwem Polaków poległych za wolność ojczyzny. Tu 5 sierpnia 1944 r. hitlerowcy spalili około 1500 zwłok zamordowanych mieszkańców Woli” | Tablica upamiętnia miejsce masowego palenia zwłok ofiar rzezi Woli. |
| Wolska 140A     | ul. Wolska 140A                      | Na murze przy bramie kościoła św. Wawrzyńca                                                | „Miejsce uświęcone krwią Polaków poległych za wolność ojczyzny. Na początku sierpnia 1944 hitlerowcy dokonali tu kilku masowych egzekucji na powstańcach i ludności cywilnej” | Tablica upamiętnia ofiary masowych egzekucji przeprowadzanych przez Niemców w trakcie rzezi Woli. Między 5 a 8 sierpnia 1944 w okolicy kościoła św. Wawrzyńca zamordowano kilkuset Polaków (mężczyzn, kobiety i dzieci). W gronie ofiar znalazł się ks. proboszcz Mieczysław Krygier oraz ranni z punktu sanitarnego znajdującego się w podziemiach świątyni. |
| Wronia          | ul. Wronia 45                        | Na fragmencie muru                                                                         | „Miejsce uświęcone krwią Polaków poległych za wolność ojczyzny. W dniach powstania warszawskiego hitlerowcy dokonali w tym miejscu licznych egzekucji ludności cywilnej” | W źródłach historycznych brak informacji nt. upamiętnionych tą tablicą wydarzeń. |
| Żelazna 87      | ul. Żelazna 87/89                    | Na ścianie budynku                                                                         | „Miejsce uświęcone krwią Polaków poległych za wolność ojczyzny. Tu we wrześniu 1944 w masowych egzekucjach hitlerowcy rozstrzelali około 350 Polaków” | Tablica upamiętnia ofiary egzekucji przeprowadzanych przez Niemców w czasie powstania warszawskiego. Ulicą Żelazną przebiegała trasa, którą wypędzana ludność Starówki i Powiśla była prowadzona do punku zbornego w kościele św. Wojciecha, a stamtąd na Dworzec Zachodni. We wrześniu 1944 pod budynkiem przy ul. Żelaznej 87 miały miejsce zbiorowe egzekucje uchodźców, w których mogło zginąć nawet ponad 500 Polaków. |
| Żelazna 103     | ul. Żelazna 103                      | Na ścianie budynku                                                                         | „Cześć ich pamięci. W tym domu w 1943 r. w lochach Gestapo zamęczono na śmierć tysiące Żydów warszawskiego getta” | Tablica upamiętnia miejsce, gdzie latem 1942 mieściła się siedziba tzw. Befehlstelle, kierującej wielką akcją deportacji mieszkańców getta warszawskiego do obozu zagłady w Treblince. Funkcjonował tam także niemiecki areszt i miejsce kaźni. |

### Żoliborz
| Zdjęcie          | Lokalizacja                      | Typ                                                               | Napis | Upamiętnione wydarzenie |
| ---------------- | -------------------------------- | ----------------------------------------------------------------- | --- | --- |
| Duchnicka        | ul. Duchnicka 3                  | Wolno stojąca (dziedziniec Instytutu Mechaniki Precyzyjnej)       | „Miejsce walki Polaków o wolność ojczyzny. Upamiętnienie działalności w fabryce sprawdzianów Polskiej Partii Robotniczej i bojowników o wolność zamordowanych przez hitlerowców w latach 1943–1944”         | Tablica upamiętnia członków komunistycznej Polskiej Partii Robotniczej, prowadzących w czasie okupacji działalność konspiracyjną na terenie przedwojennej Państwowej Fabryki Sprawdzianów. W kwietniu 1943 Niemcy aresztowali tam 20 polskich pracowników podejrzewanych o sabotaż. Jednym z zatrzymanych był sekretarz komórki PPR Puchała (został później rozstrzelany). |
| Gdańska          | ul. Gdańska 4A                   | Na ścianie budynku (od strony ul. J.Ch. Paska)                    | „Miejsce uświęcone krwią Polaków poległych za wolność ojczyzny. Na podwórzu tego domu 15 września 1944 r. hitlerowcy rozstrzelali 100 mieszkańców okolicznych domów bestialsko mordując dzieci”             | Tablica upamiętnia ofiary zbrodni popełnionej przez Niemców w czasie powstania warszawskiego. 15 września 1944 w zdobytym domu przy ul. Gdańskiej 4A żołnierze niemieccy zamordowali co najmniej 30 Polaków. W gronie ofiar znalazły się kobiety i dzieci. |
| Krasińskiego     | ul. Krasińskiego róg Popiełuszki | Wolno stojąca                                                     | „Miejsce walki Polaków o wolność ojczyzny. W tym rejonie oddziały żoliborskie AL i AK toczyły wspólnie krwawe boje z najeźdźcą hitlerowskim w sierpniu i wrześniu 1944 r. w czasie powstania warszawskiego” | Tablica upamiętnia zaciekłe walki toczone przez powstańców warszawskich w obronie tzw. Twierdzy Zmartwychwstanek. Zespół klasztorno-szkolny ss. Zmartwychwstanek był jednym z najważniejszych bastionów polskiej obrony na Żoliborzu. Żołnierze AK i AL utrzymywali „twierdzę” do 29 września 1944. |
| Lutosławskiego 9 | ul. Lutosławskiego 9             | Na ścianie budynku                                                | „Miejsce uświęcone krwią Polaków poległych za wolność ojczyzny. Na tej ulicy w dniach od 15 do 30 września 1944 hitlerowcy rozstrzelali ponad 100 osób cywilnych”                                           | Tablica upamiętnia ofiary zbrodni popełnionej przez Niemców w czasie powstania warszawskiego. Po upadku Marymontu przy ul. Dembińskiego 2/4 żołnierze niemieccy zamordowali co najmniej 40 polskich cywilów wyciągniętych z prowizorycznego schronu w piwnicy domu (14 września 1944). |
| Kaskada          | Park Kaskada                     | Na fragmencie muru (zbieg ulic Kolektorskiej i ks. Trószyńskiego) | „Miejsce uświęcone krwią Polaków poległych za wolność ojczyzny. W tym miejscu 14 września 1944 r. hitlerowcy rozstrzelali 40 osób cywilnych”                                                                | Tablica upamiętnia ofiary masowej egzekucji z okresu powstania warszawskiego, dokonanej przez Niemców po upadku Marymontu. 14 września 1944 w rejonie domu pracowników wodociągów miejskich przy ul. Kolektorskiej żołnierze niemieccy rozstrzelali ok. 40 osób. Jedną z ofiar była Olga Przyłęcka, o której wspomina napis na murze. |
| Barszczewska     | ul. Potocka 4A                   | Na fragmencie muru                                                | „Miejsce uświęcone krwią Polaków poległych za wolność ojczyzny. W tym miejscu dnia 15 września 1944 r. hitlerowcy rozstrzelali 50 osób ludności cywilnej”                                                   | Tablica upamiętnia ofiary zbrodni popełnionej przez Niemców w czasie powstania warszawskiego. Po upadku Marymontu przy skrzyżowaniu ul. Barszczewskiej z nieistniejącą obecnie ul. Morawską żołnierze niemieccy zamordowali co najmniej 10 polskich mężczyzn (14 września 1944). Tablica znajdowała się pierwotnie na ścianie kamienicy Małkowskich przy ul. Barszczewskiej 19. W związku z jej rozbiórką i budową nowego bloku mieszkalnego została zdemontowana jesienią 2016 roku . Po zakończeniu inwestycji w 2019 roku tablicę zainstalowano na fragmencie muru, wkomponowanego w ogrodzenie posesji Potocka 4A. |

## Przykłady utraconych tablic Tchorka
- ul. Czerniakowska 137 (klasztor ss. Nazaretanek) – tablica zainstalowana na ścianie gmachu upamiętniała zacięte walki toczone w tym rejonie podczas powstania warszawskiego. W dniach 27–28 sierpnia 1944 żołnierze pułku AK „Baszta” opanowali silny punkt oporu w zespole klasztornym ss. Nazaretanek, który stanowił jeden z elementów niemieckiej bariery odgradzającej Śródmieście od powstańczego Mokotowa. W 1996 tablica projektu Tchorka została zastąpiona tablicą nowego typu, która w sposób bardziej szczegółowy opisuje upamiętniane wydarzenia oraz rolę odegraną w nich przez żołnierzy „Baszty”[199].
- ul. Kopińska (obok tunelu Dworca Zachodniego) – wolno stojąca tablica upamiętniała ofiary egzekucji ulicznej z okresu rządów Franza Kutschery (17 listopada 1943 rozstrzelano w tym miejscu kilkudziesięciu więźniów Pawiaka). Została przypadkowo zniszczona podczas przebudowy torów. Obecnie ofiary egzekucji upamiętnia wolno stojąca tablica nowego typu, ustawiona przy Al. Jerozolimskich nieopodal Dworca Zachodniego[200].
- al. Krakowska róg Materii – wolno stojąca tablica upamiętniała grupę żołnierzy AK poległych w drugim dniu powstania warszawskiego. 2 sierpnia 1944 Niemcy otoczyli, a następnie podpalili dom przy al. Krakowskiej 175, w którym ukrywali się żołnierze 3. kompanii „Maria” 7. pułku piechoty AK „Garłuch”. W płomieniach lub od niemieckich kul zginęło ok. 50 żołnierzy, w tym kilka sanitariuszek. W 1992 roku tablica projektu Tchorka została zastąpiona marmurowym postumentem z krzyżem[201][202].
- ul. Zamenhofa 19 – tablica zainstalowana na murze Koszar Wołyńskich upamiętniała ofiary masowych egzekucji przeprowadzanych w latach 1943–1944 na podwórzu tego gmachu[203] [204]. Ruiny koszar zostały rozebrane w 1965 roku. Losy tablicy nie są znane.